# Список эпизодов телесериала «Расследования авиакатастроф»
Список и краткое содержание эпизодов телесериала «Расследования авиакатастроф».
| Сезон | Сезон | Эпизоды | Оригинальная дата показа | Оригинальная дата показа |
| Сезон | Сезон | Эпизоды | Премьера сезона          | Финал сезона             |
| ----- | ----- | ------- | ------------------------ | ------------------------ |
|       | 1     | 6       | 3 сентября 2003          | 22 октября 2003          |
|       | 2     | 6       | 23 января 2005           | 27 февраля 2005          |
|       | 3     | 10      | 14 сентября 2005         | 7 декабря 2005           |
|       | 4     | 10      | 15 апреля 2007           | 17 июня 2007             |
|       | 5     | 10      | 9 апреля 2008            | 11 июня 2008             |
|       | 6     | 3       | 16 декабря 2007          | 2 марта 2008             |
|       | 7     | 8       | 4 ноября 2009            | 17 декабря 2009          |
|       | 8     | 2       | 10 июня 2009             | 17 июня 2009             |
|       | 9     | 8       | 8 сентября 2010          | 27 октября 2010          |
|       | 10    | 6       | 27 февраля 2011          | 28 марта 2011            |
|       | 11    | 13      | 12 августа 2011          | 13 апреля 2012           |
|       | 12    | 13      | 3 августа 2012           | 15 апреля 2013           |
|       | 13    | 11      | 16 декабря 2013          | 9 мая 2014               |
|       | 14    | 11      | 5 января 2015            | 2 марта 2015             |
|       | 15    | 10      | 4 января 2016            | 17 февраля 2016          |
|       | 16    | 10      | 7 июня 2016              | 13 февраля 2017          |
|       | 17    | 10      | 20 февраля 2017          | 10 октября 2017          |
|       | 18    | 10      | 13 февраля 2018          | 10 сентября 2018         |
|       | 19    | 10      | 7 января 2019            | 14 марта 2019            |
|       | 20    | 10      | 5 июня 2019              | 19 марта 2020            |
|       | 21    | 10      | 15 апреля 2021           | 17 июня 2021             |
|       | 22    | 10      | 6 января 2022            | 10 марта 2022            |
|       | 23    | 10      | 23 марта 2023            | 25 мая 2023              |
|       | 24    | 10      | 15 февраля 2024          | 18 апреля 2024           |
|       | 25    | 11      | 12 марта 2025            | 11 июня 2025             |

## Эпизоды

### Сезон 1 (2003)
| № | # | Серия                                            | Инцидент                    | Воздушное судно         | Дата инцидента  |
| --- | - | ------------------------------------------------ | --------------------------- | ----------------------- | --------------- |
| 1 | 1 | «Незапертая дверь в смерть» «Unlocking Disaster» | Рейс United Airlines 811    | Boeing 747-122          | 24 февраля 1989 |
| Недалеко от Гонолулу в самолёте рейса 811 компании United Airlines оторвалась грузовая дверь, вырвав часть фюзеляжа, 5 рядов кресел и 9 человек наружу. |   |                                                  |                             |                         |                 |
| 2 | 2 | «Наперегонки с бурей» «Racing The Storm»         | Рейс American Airlines 1420 | McDonnell Douglas MD-82 | 1 июня 1999     |
| Рейс 1420 «American Airlines» вылетел из Далласа в Литл-Рок с двухчасовым опозданием из-за грозы. В условиях сильнейшей грозы экипаж поторопился посадить самолёт, однако после посадки он выкатился за пределы взлётной полосы и врезался в надземный переход. Погибли 11 человек. |   |                                                  |                             |                         |                 |
| 3 | 3 | «Пожар на борту» «Fire On Board»                 | Рейс Swissair 111           | McDonnell Douglas MD-11 | 2 сентября 1998 |
| Пилоты рейса 111 авиакомпании Swissair во время полёта над Атлантическим океаном почувствовали дым в кабине. Промедление с принятием решения о сбросе топлива и аварийной посадке привело к гибели 229 человек.                                                                     |   |                                                  |                             |                         |                 |
| 4 | 4 | «Слепой полёт» «Flying Blind»                    | Рейс Aeroperú 603           | Boeing 757-23A          | 2 октября 1996  |
| После взлёта из Лимы ночью выяснилось, что в самолёте компании Aeroperú не работают индикаторы скорости и высоты. Экипаж вынужден был пилотировать самолёт вслепую. Лайнер упал в Тихий океан, все 70 человек на его борту погибли.                                                 |   |                                                  |                             |                         |                 |
| 5 | 5 | «Пике над океаном» «Cutting Corners»             | Рейс Alaska Airlines 261    | McDonnell Douglas MD-83 | 31 января 2000  |
| Вскоре после взлёта из Пуэрто-Вальярты у рейса 261 Alaska Airlines горизонтальный стабилизатор оказался заблокированным. У пилотов не было шансов спасти самолёт, он упал в океан. Все 88 человек на борту погибли.                                                                 |   |                                                  |                             |                         |                 |
| 6 | 6 | «Полёт с пустым баком» «Flying On Empty»         | Рейс Air Transat 236        | Airbus A330-243         | 24 августа 2001 |
| Во время полёта над Атлантикой в аэробусе компании Air Transat из-за утечки закончилось топливо. Пилотам пришлось планировать и приземляться с неработающими двигателями. |   |                                                  |                             |                         |                 |

### Сезон 2 (2005)
| № | # | Серия                                           | Инцидент                             | Воздушное судно                             | Дата инцидента     |
| --- | - | ----------------------------------------------- | ------------------------------------ | ------------------------------------------- | ------------------ |
| 7 | 1 | «За бортом» «Blow Out»                          | Рейс British Airways 5390            | BAC 1-11 Series 528FL                       | 10 июня 1990       |
| Вскоре после взлёта в самолёте компании «British Airways» отвалилось лобовое стекло и командира экипажа вытянуло наружу. Второму пилоту пришлось приложить огромные усилия для безопасной посадки. Следствие раскрыло тревожные факты.                 |   |                                                 |                                      |                                             |                    |
| 8 | 2 | «Раненая птица» «A Wounded Bird»                | Рейс Atlantic Southeast Airlines 529 | Embraer EMB-120RT Brasilia                  | 21 августа 1995    |
| В результате отказа одного из двигателей в самолёте авиакомпании «ASA» погибли многие пассажиры. Как показало следствие, причиной катастрофы оказалась коррозия — это был третий подобный случай у того же производителя.                              |   |                                                 |                                      |                                             |                    |
| 9 | 3 | «Захват самолёта» «Hijacked»                    | Рейс Air France 8969                 | Airbus A300B2-1C                            | 24—26 декабря 1994 |
| Когда аэробус компании «Air France» в 1994 году в Алжире был захвачен террористами, у французских властей не оставалось выбора — им пришлось направить туда специальный отряд для уничтожения террористов и освобождения пассажиров.                   |   |                                                 |                                      |                                             |                    |
| 10 | 4 | «Столкновение в небе» «Mid-Air Collision»       | Столкновение над Боденским озером    | BTC 2937: Ту-154М DHX 611: Boeing 757-23APF | 1 июля 2002        |
| При столкновении самолётов «Башкирских авиалиний» и DHL в 2002 году над Германией погиб 71 человек. Потеряв в этой катастрофе всю семью, Виталий Калоев убил авиадиспетчера.                                                                           |   |                                                 |                                      |                                             |                    |
| 11 | 5 | «Столкновение с горой» «Crash On The Mountain»  | Рейс American Airlines 965           | Boeing 757-223                              | 20 декабря 1995    |
| Рейс 965 «American Airlines» приближается к Кали. Авиадиспетчеры не смогли его отследить, а опытные пилоты сбились с курса, и в итоге самолёт врезался в гору. Четверо выживших и бортовые самописцы проясняют случившееся.                            |   |                                                 |                                      |                                             |                    |
| 12 | 6 | «Роковая задержка (Avianca 052)» «Deadly Delay» | Рейс Avianca 052                     | Boeing 707-321B                             | 25 января 1990     |
| Из-за тумана над Нью-Йорком многим самолётам не давали посадку. Для рейса 52 авиакомпании «Avianca», экипаж которого требовал срочной посадки из-за того, что у них закончилось топливо, задержка оказалась роковой: самолёт рухнул, убив 73 человека. |   |                                                 |                                      |                                             |                    |

### Сезон 3 (2005)
| № | #  | Серия                                                   | Инцидент                     | Воздушное судно                 | Дата инцидента  |
| --- | -- | ------------------------------------------------------- | ---------------------------- | ------------------------------- | --------------- |
| 13 | 1  | «На волосок от гибели» «Hanging By A Thread»            | Рейс Aloha Airlines 243      | Boeing 737-297                  | 28 апреля 1988  |
| Короткий перелёт от острова Мауи до Гонолулу превратился в настоящий кошмар для пассажиров и экипажа рейса 243 Aloha Airlines. Вскоре после взлёта раздался громкий хлопок и от самолёта оторвался огромный кусок фюзеляжа. Во время инцидента погибла стюардесса, которую потоком воздуха выбросило наружу. |    |                                                         |                              |                                 |                 |
| 14 | 2  | «Атака над Багдадом» «Attack Over Baghdad»              | Инцидент над Багдадом        | Airbus A300B4-203F              | 22 ноября 2003  |
| Экипаж грузового самолёта компании DHL готовился к обычному почтовому рейсу, но вскоре после вылета из Багдадского аэропорта в аэробус A300 попала зенитная ракета и повредила крыло. Экипажу пришлось бороться за свои жизни.                                                                               |    |                                                         |                              |                                 |                 |
| 15 | 3  | «Без управления» «Out Of Control»                       | Рейс Japan Air Lines 123     | Boeing 747SR-46                 | 12 августа 1985 |
| Во время полёта между Осакой и Токио аварийная сигнализация на борту рейса 123 «Japan Air Lines» сообщила: оторвался хвостовой стабилизатор, самолёт неуправляем. Через 30 минут он врезался в гору Оцутака. Это была самая крупная в истории катастрофа отдельного самолёта.                                |    |                                                         |                              |                                 |                 |
| 16 | 4  | «Нападение самоубийцы» «Suicide Attack»                 | Рейс FedEx 705               | McDonnell Douglas DC-10-30F     | 7 апреля 1994   |
| Когда трое членов экипажа рейса 705 компании «FedEx» почти набрали высоту после вылета из Мемфиса, на них было совершено нападение. Лишь ценой героических усилий им удалось удержать управление и справиться с террористом.                                                                                 |    |                                                         |                              |                                 |                 |
| 17 | 5  | «Бомба на борту» «Bomb On Board»                        | Рейс Philippine Airlines 434 | Boeing 747-283BM                | 11 декабря 1994 |
| Пилоты рейса 434 авиакомпании «Philippine Airlines» ощутили сильный толчок. Взорвавшаяся в салоне бомба серьёзно повредила самолёт, 1 человек погиб и 12 были ранены. Этот теракт совершил известный террорист.                                                                                              |    |                                                         |                              |                                 |                 |
| 18 | 6  | «Ошибка идентификации» «Mistaken Identity»              | Рейс Iran Air 655            | Airbus A300B2-203               | 3 июля 1988     |
| Команда военного корабля США «Vincennes», патрулировавшего Персидский залив, засекла приближающийся самолёт и сбила его. Позднее выяснилось, что это был авиалайнер с 290 пассажирами на борту. |    |                                                         |                              |                                 |                 |
| 19 | 7  | «Авария вертолёта» «Helicopter Down»                    | Рейс Bristow Helicopters 56C | Aérospatiale AS.332L Super Puma | 19 января 1995  |
| В вертолёт, доставлявший работников на нефтедобывающую платформу, ударила молния. Пилоты старались удержать управление, но вынуждены были сесть на воду. Расследование показало, что конструктивный дефект делал вертолёт уязвимым для молнии.                                                               |    |                                                         |                              |                                 |                 |
| 20 | 8  | «Рейс EgyptAir-990» «EgyptAir 990»                      | Рейс EgyptAir 990            | Boeing 767-366ER                | 31 октября 1999 |
| Боинг-767 авиакомпании «EgyptAir», следовавший рейсом 990 через Атлантический океан, внезапно рухнул в воду. Погибли все 217 человек на борту. Следите за расследованием одной из самых запутанных катастроф в истории современной авиации.                                                                  |    |                                                         |                              |                                 |                 |
| 21 | 9  | «Ребёнок за штурвалом авиалайнера» «Kid In The Cockpit» | Рейс Аэрофлот 593            | Airbus A310-308                 | 23 марта 1994   |
| В новом аэробусе A310 авиакомпании «Аэрофлот», вылетевшем из Москвы, пилот позвал своих двух детей в кабину. Мальчик повернул штурвал, и это повлекло за собой цепочку фатальных событий, которые неминуемо привели к гибели всех 75 человек, находившихся на борту.                                         |    |                                                         |                              |                                 |                 |
| 22 | 10 | «Угон самолёта в Африке» «African Hijack»               | Рейс Ethiopian Airlines 961  | Boeing 767-260ER                | 23 ноября 1996  |
| Самолёт «Ethiopian Airlines» захватывают угонщики. Они требуют лететь в Австралию. Пилоту не удаётся убедить их в том, что в самолёте недостаточно топлива. Он решает перехитрить угонщиков, но события заканчиваются трагедией.                                                                             |    |                                                         |                              |                                 |                 |

### Специальный эпизод (2005)
Отдельно был выпущен специальный эпизод: 70-минутная серия рассказывает о расследовании «Катастрофы столетия» — столкновении на Тенерифе.
| # | Серия                                        | Инцидент                 | Воздушное судно                                | Дата инцидента |
| --- | -------------------------------------------- | ------------------------ | ---------------------------------------------- | -------------- |
| Специальный | «Катастрофа столетия» «Crash Of The Century» | Столкновение на Тенерифе | KL4805: Boeing 747-206B PA1736: Boeing 747-121 | 27 марта 1977  |
| 27 марта 1977 года два Boeing 747 столкнулись прямо на взлётной полосе. В самой ужасной авиакатастрофе XX века погибли 583 человека. |                                              |                          |                                                |                |

### Сезон 4 (2006)
| № | #  | Серия                                               | Инцидент                                                           | Воздушное судно                                                      | Дата инцидента                                                   |
| --- | -- | --------------------------------------------------- | ------------------------------------------------------------------ | -------------------------------------------------------------------- | ---------------------------------------------------------------- |
| 23 | 1  | «Чудесное спасение» «Miracle Escape»                | Рейс Air France 358                                                | Airbus A340-313X                                                     | 2 августа 2005                                                   |
| 2 августа 2005 года после трудной посадки во время грозы в Торонто самолёт рейса 358 Air France съехал со взлётной полосы и у него загорелся левый двигатель. На то, чтобы спастись, оставались секунды. |    |                                                     |                                                                    |                                                                      |                                                                  |
| 24 | 2  | «Все двигатели отказали!» «Falling From The Sky»    | Рейс British Airways 009                                           | Boeing 747-236B                                                      | 24 июня 1982                                                     |
| В ясную летнюю ночь 24 июня 1982 года внезапно один за другим заглохли все четыре двигателя Боинга-747 компании «British Airways». Самолёт стал падать. Экипажу предстоял непростой выбор. |    |                                                     |                                                                    |                                                                      |                                                                  |
| 25 | 3  | «Схватка с огнём» «Fire Fight»                      | Рейс Air Canada 797                                                | McDonnell Douglas DC-9-32                                            | 2 июня 1983                                                      |
| 2 июня 1983 года техническая неполадка в хвостовой части самолёта McDonnell Douglas DC-9 авиакомпании «Air Canada» привела к критической ситуации на борту. Густой ядовитый дым заполняет самолёт, находящийся на высоте 10 000 метров.                                                                                 |    |                                                     |                                                                    |                                                                      |                                                                  |
| 26 | 4  | «Посадка вслепую (Korean Air 801)» «Final Approach» | Рейс Korean Air 801                                                | Boeing 747-3B5                                                       | 6 августа 1997                                                   |
| 6 августа 1997 года корейский Боинг-747 рейса 801 вылетел из Сеула. Он получил разрешение на посадку в аэропорту Гуама в Аганье, но рухнул на землю примерно в 5 километрах к юго-западу от аэропорта. |    |                                                     |                                                                    |                                                                      |                                                                  |
| 27 | 5  | «Скрытая опасность» «Hidden Danger»                 | Рейс United Airlines 585 Рейс USAir 427 Рейс Eastwind Airlines 517 | UA585: Boeing 737-291 AWE 427: Boeing 737-3B7 SGR517: Boeing 737-2H5 | UA585: 3 марта 1991 AWE 427: 8 сентября 1994 SGR517: 9 июня 1996 |
| Боинг-737 авиакомпании United Airlines пикируя, разбивается за секунды до посадки. Расследованию понадобилось много денег и времени, но причину так и не установили, как и в другой аналогичной аварии в Пенсильвании. Причины крушения обоих рейсов так и остаются загадкой, пока в расследовании не случается прорыв. |    |                                                     |                                                                    |                                                                      |                                                                  |
| 28 | 6  | «Паника над Тихим океаном» «Panic Over The Pacific» | Рейс China Airlines 006                                            | Boeing 747SP-09                                                      | 19 февраля 1985                                                  |
| На высоте 12,5 тысяч метров самолёт «China Airlines» попал в турбулентность, из-за чего отключился автопилот. Серия ошибок и плохое понимание работы автопилота чуть не привели к катастрофе. |    |                                                     |                                                                    |                                                                      |                                                                  |
| 29 | 7  | «Столкновение над Лос-Анджелесом» «Out Of Sight»    | Столкновение над Серритосом                                        | AM 498: McDonnell Douglas DC-9-32 N4891F: Piper PA-28-181 Archer II  | 31 августа 1986                                                  |
| В результате столкновения вблизи загруженного аэропорта Лос-Анджелеса самолёта DC-9 компании Aeroméxico и частного Piper Cherokee погибли 80 человек и были пересмотрены правила слежения за полётами. |    |                                                     |                                                                    |                                                                      |                                                                  |
| 30 | 8  | «Исчезновение рейса 21» «Flight 21 Is Missing»      | Рейс USAF 21                                                       | Boeing CT-43A                                                        | 3 апреля 1996                                                    |
| Апрель 1996 года. Государственные чиновники и руководители компаний из США летят с торговой миссией в Хорватию. Тучи и дождь вблизи аэропорта Дубровника серьёзно осложняют заход на посадку. И в итоге самолёт разбился недалеко от аэропорта. Что стало причиной трагедии?                                            |    |                                                     |                                                                    |                                                                      |                                                                  |
| 31 | 9  | «Пикирование в бездну» «Desperate Dive»             | Рейс Flash Airlines 604                                            | Boeing 737-3Q8                                                       | 3 января 2004                                                    |
| 3 января 2004 года. Вскоре после вылета из египетского аэропорта Шарм-эль-Шейх Боинг-737 падает в Красное море. Чёрные ящики зафиксировали ужасы последних мгновений рейса 604 Flash Airlines. |    |                                                     |                                                                    |                                                                      |                                                                  |
| 32 | 10 | «Самолёт-призрак» «Ghost Plane»                     | Рейс Helios Airways 522                                            | Boeing 737-31S                                                       | 14 августа 2005                                                  |
| Когда диспетчеры в Афинах потеряли связь с Боингом-737 рейса 522 Helios Airways, летевшим с Кипра, на поиски были отправлены два истребителя F-16. Но их пилотам оставалось лишь наблюдать, как лайнер врезался в гору.                                                                                                 |    |                                                     |                                                                    |                                                                      |                                                                  |

### Сезон 5 (2007)
| № | #  | Серия                                                                        | Инцидент                                             | Воздушное судно                                               | Дата инцидента                            |
| --- | -- | ---------------------------------------------------------------------------- | ---------------------------------------------------- | ------------------------------------------------------------- | ----------------------------------------- |
| 33 | 1  | «Почему самолёт рухнул на землю? (Невидимый убийца)» «Slammed To The Ground» | Рейс Delta Air Lines 191                             | Lockheed L-1011-385-1 TriStar 1                               | 2 августа 1985                            |
| Пытаясь избежать грозы, рейс 191 Delta Air Lines попал в зону сильного ветра, из-за чего произошла катастрофа, унёсшая жизни более 130 человек. Позднее эта трагедия помогла выявить и устранить невидимого убийцу.                                           |    |                                                                              |                                                      |                                                               |                                           |
| 34 | 2  | «Роковое приземление» «Miracle Flight»                                       | Рейс Air Canada 143                                  | Boeing 767-233                                                | 23 июля 1983                              |
| Когда в самолёте неожиданно заканчивается топливо, пилоты меняют курс, надеясь совершить аварийную посадку на старой базе ВВС, не зная о том, что там проходит состязание со множеством зрителей.                                                             |    |                                                                              |                                                      |                                                               |                                           |
| 35 | 3  | «За закрытыми дверями» «Behind Closed Doors»                                 | Рейс American Airlines 096 Рейс Turkish Airlines 981 | Оба McDonnell Douglas DC-10-10                                | AA 096: 12 июня 1972 TK 981: 3 марта 1974 |
| От взрыва в авиалайнере DC-10 «American Airlines» образовалась дыра, и комиссия обнаружила роковой дефект. Но два года спустя по той же причине разбился ещё один DC-10 авиакомпании «Turkish Airlines». Можно ли было предотвратить катастрофу?              |    |                                                                              |                                                      |                                                               |                                           |
| 36 | 4  | «Злополучный груз» «Mystery Fire»                                            | Рейс South African Airways 295                       | Boeing 747-244B Combi                                         | 28 ноября 1987                            |
| В ноябре 1987 года Боинг-747 авиакомпании «South African Airways», летящий в Йоханнесбург, упал в Индийский океан. Предположительно, причиной стало возгорание в грузовом отсеке, но ходят слухи о том, что самолёт незаконно перевозил оружие.               |    |                                                                              |                                                      |                                                               |                                           |
| 37 | 5  | «Мёртвый груз» «Dead Weight»                                                 | Рейс Air Midwest 5481                                | Beechcraft 1900D                                              | 8 января 2003                             |
| Вскоре после взлёта самолёт разбился; все на его борту погибли. Была ли эта катастрофа связана с тем, что индустрия авиаперевозок не принимала во внимание возросший средний вес пассажира?                                                                   |    |                                                                              |                                                      |                                                               |                                           |
| 38 | 6  | «Южная буря» «Southern Storm»                                                | Рейс Southern Airways 242                            | McDonnell Douglas DC-9-31                                     | 4 апреля 1977                             |
| Самолёт DC-9 попал в такую сильную бурю, что градом раскололо его лобовое стекло. Из-за этого авиалайнер внезапно рухнул на землю. В этой катастрофе чудом выжили 20 человек.                                                                                 |    |                                                                              |                                                      |                                                               |                                           |
| 39 | 7  | «Взрывоопасная улика» «Explosive Evidence»                                   | Рейс Air-India 182                                   | Boeing 747-237B                                               | 23 июня 1985                              |
| Когда рейс 182 Air-India внезапно пропал с радаров, диспетчеры были озадачены. В ходе расследования было установлено, что эта страшная авиакатастрофа была спланирована заранее.                                                                              |    |                                                                              |                                                      |                                                               |                                           |
| 40 | 8  | «Самолёт, который молчал» «The Plane That Wouldn't Talk»                     | Рейс Birgenair 301                                   | Boeing 757-225                                                | 6 февраля 1996                            |
| Загадочным образом, обычный полёт Боинга-757 через мгновения после занятия эшелона превратился в борьбу за управление в кабине, в то время, когда диспетчеры ничего не подозревают. Какая причина гибели 189 человек, в том числе и группы немецких туристов? |    |                                                                              |                                                      |                                                               |                                           |
| 41 | 9  | «Без управления (Роковое отвлечение)» «Fatal Distraction»                    | Рейс Eastern Air Lines 401                           | Lockheed L-1011-385-1 TriStar 1                               | 29 декабря 1972                           |
| Перед посадкой в Майами экипаж рейса 401 «Eastern Air Lines» взволновали показания датчика носового шасси. Возможно ли, что из-за этого самолёт разбился? |    |                                                                              |                                                      |                                                               |                                           |
| 42 | 10 | «Радиомолчание» «Phantom Strike»                                             | Столкновение над Мату-Гросу                          | GLO 1907: Boeing 737-8EH N600XL: Embraer EMB-135BJ Legacy 600 | 29 сентября 2006                          |
| В 2006 году в Бразилии произошло столкновение служебного самолёта с пассажирским авиалайнером. Но почему ни один из них не передал сигнал тревоги? |    |                                                                              |                                                      |                                                               |                                           |

### Сезон 6 (2007) Специальный
| № | # | Серия                                                | Инцидент | Воздушное судно | Дата инцидента |
| --- | - | ---------------------------------------------------- | --- | --- | -------------- |
| 43 | 1 | «Разорванные небом» «Ripped Apart»                   | Рейс BOAC 781 Рейс South African Airways 201 Рейс Aloha Airlines 243 Рейс British Airways 5390 Рейс United Airlines 811 Рейс Helios Airways 522                            | BA781 и SA201: De Havilland DH-106 Comet 1 AQ 243: Boeing 737-297 BA 5390: BAC 1-11 Series 528FL UA811: Boeing 747-122 HCY522: Boeing 737-31S                                                      | -              |
| С помощью ярких инсценировок реальных событий и рассказов очевидцев узнайте о самых крупных авиакатастрофах в истории. Мы расскажем о гибельных последствиях внезапного падения давления в самолёте.   |   |                                                      | | |                |
| 44 | 2 | «Роковой дефект» «Fatal Fix»                         | Рейс Alaska Airlines 261 Рейс Japan Airlines 123 Рейс Atlantic Southeast Airlines 529 Рейс Swissair 111 Рейс United Airlines 585 Рейс USAir 427 Рейс Eastwind Airlines 517 | AS 261: McDonnell Douglas MD-83 JAL 123: Boeing 747SR-46 ASE 529: Embraer EMB-120RT Brasilia SWR 111: McDonnell Douglas MD-11 UA585: Boeing 737-291 AWE 427: Boeing 737-3B7 SGR517: Boeing 737-2H5 | -              |
| Авиалайнер — это чудо техники, которому для полёта нужны тысячи деталей, проверенных специалистами. Но что, если деталь неисправна? Узнайте о последствиях, к которым может привести небольшой дефект. |   |                                                      | | |                |
| 45 | 3 | «Кто управляет самолётом?» «Who's Flying The Plane?» | Рейс Aeroperú 603 Рейс China Airlines 006 Рейс Аэрофлот 593 Рейс Flash Airlines 604 Рейс Air Transat 236                                                                   | PLI 603: Boeing 757-23A CI 6: Boeing 747SP-09 SU593: Airbus A310-308 FSH 604: Boeing 737-3Q8 TSC236: Airbus A330-243                                                                               | -              |
| Когда пилоты садятся за штурвал, они полагаются на компьютерную систему, контролирующую почти все аспекты полета, но если в ней возникнет сбой, катастрофа может произойти в считанные секунды.        |   |                                                      | | |                |

### Сезон 7 (2009)
| № | # | Серия                                             | Инцидент                          | Воздушное судно                          | Дата инцидента  |
| --- | - | ------------------------------------------------- | --------------------------------- | ---------------------------------------- | --------------- |
| 46 | 1 | «Распавшийся за секунды» «Shattered In Seconds»   | Рейс China Airlines 611           | Boeing 747-209B                          | 25 мая 2002     |
| Спасатели должны заглянуть в прошлое, чтобы понять, что произошло с Боингом-747 «China Airlines», пропавшим с радаров через 20 минут после взлёта.                                               |   |                                                   |                                   |                                          |                 |
| 47 | 2 | «„Локерби“» «„Lockerbie“»                         | Рейс Pan American 103             | Boeing 747-121                           | 21 декабря 1988 |
| Авиакатастрофа над Локерби была крупнейшим терактом, совершённым против американцев до событий 11 сентября. Мы узнаем историю этой трагедии.                                                     |   |                                                   |                                   |                                          |                 |
| 48 | 3 | «Смертельный приз (Тихий убийца)» «Silent Killer» | Рейс Partnair 394                 | Convair CV-580                           | 8 сентября 1989 |
| В 1989 году произошла самая тяжёлая по числу погибших в истории Норвегии авиакатастрофа. Самолёт с сотрудниками судоходной компании «Wilhelmsen Lines» на борту рухнул в море. В чём же причина? |   |                                                   |                                   |                                          |                 |
| 49 | 4 | «Лобовое столкновение» «Crash Course»             | Столкновение над Чархи-Дадри      | SVA763: Boeing 747-168B KZA1907: Ил-76ТД | 12 ноября 1996  |
| Узнайте факты о самой страшной катастрофе в воздухе в истории авиации — столкновении казахстанского Ил-76 и Боинга-747 компании «Saudi Arabian Airlines».                                        |   |                                                   |                                   |                                          |                 |
| 50 | 5 | «Спасение детей» «Operation Babylift»             | Катастрофа под Таншоннятом        | Lockheed C-5A Galaxy                     | 4 апреля 1975   |
| В 1975 году во время войны во Вьетнаме попытка эвакуации детей окончилась трагедией: из-за падения американского самолёта погибло более 150 человек.                                             |   |                                                   |                                   |                                          |                 |
| 51 | 6 | «Аварийное приводнение» «Ditch The Plane»         | Рейс Tuninter 1153                | ATR 72-202                               | 6 августа 2005  |
| В 2005 году пассажирский самолёт был вынужден совершить аварийную посадку в Средиземное море. Впоследствии 9 человек были обвинены в халатности.                                                 |   |                                                   |                                   |                                          |                 |
| 52 | 7 | «Исчезнувший самолёт» «The Plane That Vanished»   | Рейс Adam Air 574                 | Boeing 737-4Q8                           | 1 января 2007   |
| В канун Нового 2007 года рейс 574 Adam Air исчез с экранов радаров. В поисках разгадки спасатели вели поиск на огромной территории.                                                              |   |                                                   |                                   |                                          |                 |
| 53 | 8 | «Обледенение в воздухе» «Frozen In Flight»        | Рейс American Eagle Airlines 4184 | ATR 72-212                               | 31 октября 1994 |
| Холодной ночью 1994 года самолёт вошёл в штопор и разбился. Вы узнаете о фатальной инженерной ошибке, приведшей к этой трагедии.                                                                 |   |                                                   |                                   |                                          |                 |

### Сезон 8 (2010) Специальный
| № | # | Серия                              | Инцидент | Воздушное судно | Дата инцидента |
| --- | - | ---------------------------------- | --- | --- | -------------- |
| 54 | 1 | «Обрыв связи» «System Breakdown»   | Столкновение над Большим каньоном Столкновение над Серритосом Рейс Avianca 052 Столкновение над Мату-Гросу Столкновение над Боденским озером | TWA002: Lockheed L-1049-54-80 Super Constellation и UA718: Douglas DC-7 AM 498: McDonnell Douglas DC-9-32 и N4891F: Piper PA-28-181 Archer II AVA052: Boeing 707-321B GLO 1907: Boeing 737-8EH и N600XL: Embraer EMB-135BJ Legacy 600 BTC 2937: Ту-154M и DHX 611: Boeing 757-23APF | -              |
| Подробный анализ пяти авиакатастроф и шагов, предпринятых для модернизации связи в небесах и предотвращения будущих аварий.             |   |                                    | | |                |
| 55 | 2 | «Смертельный ураган» «Cruel Skies» | Рейс Southern Airways 242 Рейс Delta Air Lines 191 Рейс American Airlines 1420 Рейс British Airways 009                                      | SO 242: McDonnell Douglas DC-9-31 DL191: Lockheed L-1011-385-1 Tristar AA 1420: McDonnell Douglas MD-82 BA9: Boeing 747-236B | -              |
| Рассказ о важной работе Метеоцентра авиации США, который играет ключевую роль в защите самолётов от потенциально опасной плохой погоды. |   |                                    | | |                |

### Сезон 9 (2010)
| № | # | Серия                                                    | Инцидент                              | Воздушное судно                                                         | Дата инцидента                                |
| --- | - | -------------------------------------------------------- | ------------------------------------- | ----------------------------------------------------------------------- | --------------------------------------------- |
| 56 | 1 | «Паника на взлётной полосе» «Panic On The Runway»        | Рейс British Airtours 28M             | Boeing 737-236 Advanced                                                 | 22 августа 1985                               |
| Почему небольшой пожар на взлётной полосе в аэропорту Манчестера обернулся катастрофой, погубившей 55 человек? Мы расследуем случай 1985 года. |   |                                                          |                                       |                                                                         |                                               |
| 57 | 2 | «Хаос в кабине (Northwest Airlines 255)» «Cockpit Chaos» | Рейс Northwest Airlines 255           | McDonnell Douglas MD-82                                                 | 16 августа 1987                               |
| Во второй по числу жертв авиакатастрофе в истории США самолёт компании «Northwest Airlines» разбился во время взлёта. Можно ли было избежать трагедии? |   |                                                          |                                       |                                                                         |                                               |
| 58 | 3 | «Пилот или самолёт» «Pilot vs. Plane»                    | Рейс Air France 296                   | Airbus A320-111                                                         | 26 июня 1988                                  |
| 26 июня 1988 года новый самолёт Airbus A320 авиакомпании «Air France» потерпел катастрофу на авиашоу во время демонстрационного полёта, погибли 3 человека. A320 — это первый самолёт с новой компьютерной системой управления, которая может отменять действия пилота и действовать согласно своей программе. Чья вина в этой катастрофе: пилота или компьютера? |   |                                                          |                                       |                                                                         |                                               |
| 59 | 4 | «Ошибка диспетчера» «Cleared For Disaster»               | Столкновение в аэропорту Лос-Анджелес | USA1493: Boeing 737-3B7 SKW5569: Swearingen SA227-AC Metro III          | 1 февраля 1991                                |
| Ночью в аэропорту Лос-Анджелеса авиадиспетчер по ошибке назначает прибывающему Boeing 737 USAir взлётную полосу, где ждёт разрешения на взлёт самолёт SkyWest Airlines. После приземления самолёты сталкиваются, 737-й врезается в здание пожарной станции. Погибло 34 человека.                                                                                  |   |                                                          |                                       |                                                                         |                                               |
| 60 | 5 | «Цель уничтожена» «Target Is Destroyed»                  | Рейс Korean Air Lines 007             | Boeing 747-230B                                                         | 1 сентября 1983                               |
| После падения самолёта «Korean Air Lines» в море в 1983 году ответственность взяли на себя советские власти. Разгорелся международный скандал. |   |                                                          |                                       |                                                                         |                                               |
| 61 | 6 | «В снежном плену» «Cold Case»                            | Рейс Air Ontario 1363 Рейс USAir 405  | ONT1363: Fokker F28-1000 Fellowship AWE 405: Fokker F28-4000 Fellowship | ONT1363: 10 марта 1989 AWE 405: 22 марта 1992 |
| В марте 1989 года необходимость срочного вылета закончилась для рейса 1363 компании «Air Ontario» снежной трагедией. |   |                                                          |                                       |                                                                         |                                               |
| 62 | 7 | «Спрограммированное падение» «Doomed To Fail»            | Рейс Air Inter 148                    | Airbus A320-111                                                         | 20 января 1992                                |
| Когда в 1992 году один из первых полностью компьютеризированных самолётов рейса 148 Air Inter врезался в гору, сразу начались отчаянные поиски выживших. |   |                                                          |                                       |                                                                         |                                               |
| 63 | 8 | «Майамская загадка» «Miami Mystery»                      | Рейс Chalk's Ocean Airways 101        | Grumman G-73T Turbine Mallard                                           | 19 декабря 2005                               |
| Через несколько минут после взлёта правое крыло гидросамолёта отпадает и он врезается в воду у Майами-Бич, погибли все 20 пассажиров и членов экипажа на борту. |   |                                                          |                                       |                                                                         |                                               |

### Сезон 10 (2011)
| № | # | Серия                                         | Инцидент                              | Воздушное судно                    | Дата инцидента  |
| --- | - | --------------------------------------------- | ------------------------------------- | ---------------------------------- | --------------- |
| 64 | 1 | «Последняя ошибка пилота» «Cockpit Failure»   | Рейс Crossair 3597                    | Avro 146-RJ100 Regional Jet        | 24 ноября 2001  |
| Рейс 3597 авиакомпании «Crossair» готовится к посадке в Цюрихе, но из-за плохих метеоусловий экипаж не находит полосу, но командир продолжает снижение и в итоге самолёт разбился. В этой катастрофе погибли две солистки популярной в те годы музыкальной поп-группы «Passion Fruit».                                                                    |   |                                               |                                       |                                    |                 |
| 65 | 2 | «Загадка Хитроу» «The Heathrow Enigma»        | Рейс British Airways 038              | Boeing 777-236ER                   | 17 января 2008  |
| Когда у самолёта British Airways при посадке в Хитроу произошла остановка двигателей, только благодаря умелым действиям пилотов все находившиеся на его борту пассажиры выжили. |   |                                               |                                       |                                    |                 |
| 66 | 3 | «Коварный лёд» «Pilot Betrayed»               | Рейс Scandinavian Airlines System 751 | McDonnell Douglas MD-81            | 27 декабря 1991 |
| В 1991 году сразу после вылета у самолёта авиакомпании «SAS» возникают неполадки в двигателях, вызывающие их отказ. Самолёт аварийно приземляется и разламывается на 3 части, но все остаются живы. Одной из причин аварии оказывается новая компьютерная система, о которой не знали пилоты, авиакомпания и даже специалисты, расследовавшие катастрофу. |   |                                               |                                       |                                    |                 |
| 67 | 4 | «Смертельно уставшие» «Dead Tired»            | Рейс Colgan Air 3407                  | De Havilland Canada DHC-8-402 Q400 | 12 февраля 2009 |
| В 2009 году у самолёта, летевшего в Буффало, отказали двигатели, и он рухнул на пригородный дом. Что стало причиной этой трагедии? |   |                                               |                                       |                                    |                 |
| 68 | 5 | «Посадка на Гудзон» «Hudson River Runway»     | Рейс US Airways 1549                  | Airbus A320-214                    | 15 января 2009  |
| 15 января 2009 года произошло «самое успешное приводнение всех времен и народов». Рейс 1549 US Airways после столкновения со стаей канадских казарок аварийно сел на реку Гудзон. Все 155 человек на борту самолёта чудом остались в живых. |   |                                               |                                       |                                    |                 |
| 69 | 6 | «Кто управлял самолётом?» «Who's In Control?» | Рейс Turkish Airlines 1951            | Boeing 737-8F2                     | 25 февраля 2009 |
| 25 февраля 2009 года Boeing 737 авиакомпании «Turkish Airlines» разбился при посадке в аэропорту Схипхол. Из-за чего произошла эта катастрофа? |   |                                               |                                       |                                    |                 |

### Сезон 11 (2011)
| № | #  | Серия                                                                        | Инцидент                             | Воздушное судно                                                     | Дата инцидента   |
| --- | -- | ---------------------------------------------------------------------------- | ------------------------------------ | ------------------------------------------------------------------- | ---------------- |
| 70 | 1  | «Катастрофа при посадке» «Disaster Runway»                                   | Рейс TAM Airlines 3054               | Airbus A320-233                                                     | 17 июля 2007     |
| Из-за неудобной взлётной полосы в аэропорту Сан-Паулу, расположенной на холме, в 2007 году при посадке разбился самолёт авиакомпании «TAM Airlines». |    |                                                                              |                                      |                                                                     |                  |
| 71 | 2  | «Роковая ошибка (West Caribbean Airways 708)» «The Plane That Flew Too High» | Рейс West Caribbean Airways 708      | McDonnell Douglas MD-82                                             | 16 августа 2005  |
| Когда в 2005 году разбился самолёт компании «West Caribbean Airways», погибли 160 человек, а злополучная авиакомпания обанкротилась. |    |                                                                              |                                      |                                                                     |                  |
| 72 | 3  | «Двойственное решение комиссии» «Split Decision»                             | Рейс Arrow Air 1285                  | Douglas DC-8-63CF                                                   | 12 декабря 1985  |
| Трагедия рейса 1285 авиакомпании «Arrow Air» стала крупнейшей авиакатастрофой в истории Канады. Причиной сочли обледенение крыльев, но не все согласились с этим. Споры вокруг причин катастрофы продолжались несколько лет и закончились роспуском Канадского Комитета безопасности на транспорте. |    |                                                                              |                                      |                                                                     |                  |
| 73 | 4  | «Распавшийся в небе» «Breakup Over Texas»                                    | Рейс Continental Express 2574        | Embraer EMB-120RT Brasilia                                          | 11 сентября 1991 |
| Самолёт компании «Continental Express» разбился в 1991 году после взрыва в воздухе. Возможно ли, что трагедия произошла из-за ошибки в документах? |    |                                                                              |                                      |                                                                     |                  |
| 74 | 5  | «Мюнхенская трагедия» «Munich Air Disaster»                                  | Авиакатастрофа в Мюнхене             | Airspeed AS.57 Ambassador                                           | 6 февраля 1958   |
| День мюнхенской катастрофы стал чёрным днём в истории английского футбольного клуба «Манчестер Юнайтед». Изначально в трагедии обвинили пилота, и он ушёл из авиации. |    |                                                                              |                                      |                                                                     |                  |
| 75 | 6  | «Полёт на грани падения» «Turning Point»                                     | Рейс Northwest Airlines 085          | Boeing 747-451                                                      | 9 октября 2002   |
| Только мастерство пилота Фрэнка Гейба спасло рейс 85 авиакомпании «Northwest Airlines» от катастрофы в 2002 году. Что же стало причиной неполадок? |    |                                                                              |                                      |                                                                     |                  |
| 76 | 7  | «Смертельный пилотаж» «Bad Attitude»                                         | Рейс Korean Air Cargo 8509           | Boeing 747-2B5F-SCD                                                 | 22 декабря 1999  |
| Падение корейского грузового самолёта около Лондона поставило экспертов в тупик. Был ли пилот более озабочен сохранением репутации, чем самолёта? |    |                                                                              |                                      |                                                                     |                  |
| 77 | 8  | «Мёртвая зона» «Hiding In Plane Sight»                                       | Столкновение над Сан-Диего           | PSA 182: Boeing 727-214 N7711G: Cessna 172                          | 25 сентября 1978 |
| В результате столкновения двух самолётов вблизи Сан-Диего 144 человека погибло. Как произошла эта крупнейшая в истории авиации США катастрофа? |    |                                                                              |                                      |                                                                     |                  |
| 78 | 9  | «Ад в пустыне» «Desert Inferno»                                              | Рейс Nigeria Airways 2120            | Douglas DC-8-61                                                     | 11 июля 1991     |
| После взлёта из аэропорта Джидды самолёт рейса 2120 компании «Nigeria Airways» загорелся и рухнул на землю. Погибли все, кто был на борту. |    |                                                                              |                                      |                                                                     |                  |
| 79 | 10 | «В поисках виновных» «I'm The Problem»                                       | Рейс Pacific Southwest Airlines 1771 | BAe 146-200A                                                        | 7 декабря 1987   |
| Погибли 43 человека, и эксперты выясняют, что произошло с рейсом 1771 компании «PSA» после того, как пилоты сообщили о том, что слышали выстрелы. |    |                                                                              |                                      |                                                                     |                  |
| 80 | 11 | «Посадка невозможна» «Nowhere To Land»                                       | Рейс TACA 110                        | Boeing 737-3T0                                                      | 24 мая 1988      |
| Трагедия казалась неизбежной, когда на Boeing 737 отказали оба двигателя вблизи Нового Орлеана в 1988 году. Как же пилотам удалось спасти лайнер? |    |                                                                              |                                      |                                                                     |                  |
| 81 | 12 | «Невидимый самолёт» «The Invisible Plane»                                    | Столкновение в аэропорту Линате      | SK 686: McDonnell Douglas MD-87 D-IEVX: Cessna 525A CitationJet CJ2 | 8 октября 2001   |
| Рассказ о критически важных изменениях в аэропорту Линате в Милане, внедрённых после столкновения во время экстремальной погоды в октябре 2001 года. |    |                                                                              |                                      |                                                                     |                  |
| 82 | 13 | «Взрыв над Су-Сити» «Sioux City Fireball»                                    | Рейс United Airlines 232             | McDonnell Douglas DC-10-10                                          | 19 июля 1989     |
| После отказа двигателя у самолёта авиакомпании «United Airlines» пилоты попытались посадить самолёт в Су-Сити, при посадке самолёт разрушился. Погибло более трети людей, находившихся на борту. |    |                                                                              |                                      |                                                                     |                  |

### Сезон 12 (2012)
| № | #  | Серия                                                       | Инцидент                          | Воздушное судно                                                       | Дата инцидента  |
| --- | -- | ----------------------------------------------------------- | --------------------------------- | --------------------------------------------------------------------- | --------------- |
| 83 | 1  | «Борьба за управление» «Fight For Control»                  | Рейс Reeve Aleutian Airways 008   | Lockheed L-188C Electra                                               | 8 июня 1983     |
| Катастрофа казалась неизбежной, когда на высоте 6000 метров над океаном у самолёта внутреннего рейса отвалился винт. Смогли ли пилоты посадить самолёт?           |    |                                                             |                                   |                                                                       |                 |
| 84 | 2  | «Пожар в грузовом отсеке» «Fire In The Hold»                | Рейс ValuJet Airlines 592         | McDonnell Douglas DC-9-32                                             | 11 мая 1996     |
| Узнайте о том, как погибли 110 человек, летевших на борту самолёта DC-9, когда из-за возгорания он упал в болото Эверглейдс во Флориде в 1996 году.               |    |                                                             |                                   |                                                                       |                 |
| 85 | 3  | «Ураганный взлёт» «Typhoon Takeoff»                         | Рейс Singapore Airlines 006       | Boeing 747-412                                                        | 31 октября 2000 |
| Расследуя катастрофу, случившуюся в опасных погодных условиях в международном аэропорту Тайбэя, следственная группа делает шокирующее открытие.                   |    |                                                             |                                   |                                                                       |                 |
| 86 | 4  | «Доведённый до предела» «Pushed To The Limit»               | Рейс SilkAir 185                  | Boeing 737-36N                                                        | 19 декабря 1997 |
| В ходе расследования крушения самолёта над Индонезией появляются две версии случившегося: самоубийство пилота и механическая неисправность.                       |    |                                                             |                                   |                                                                       |                 |
| 87 | 5  | «Посадка вслепую (TANS Perú 204)» «Blind Landing»           | Рейс TANS Perú 204                | Boeing 737-244 Advanced                                               | 23 августа 2005 |
| В 2005 году рейс 204 авиакомпании «TANS Perú» разбился в джунглях Амазонии, после него остался шлейф через весь лес в виде тел и обломков.                        |    |                                                             |                                   |                                                                       |                 |
| 88 | 6  | «Катастрофа в Большом Каньоне» «Grand Canyon Disaster»      | Столкновение над Большим каньоном | TWA002: Lockheed L-1049-54-80 Super Constellation UA718: Douglas DC-7 | 30 июня 1956    |
| После того, как два пассажирских самолёта, столкнувшись, падают в Большой Каньон, обнаруживается проблема, угрожающая всей системе авиации.                       |    |                                                             |                                   |                                                                       |                 |
| 89 | 7  | «Самая страшная авиакатастрофа в США» «America's Deadliest» | Рейс American Airlines 191        | McDonnell Douglas DC-10-10                                            | 25 мая 1979     |
| Когда DC-10 рейса 191 компании «American Airlines» потерял левый двигатель, в самой крупной катастрофе в истории авиации США погибли 273 человека.                |    |                                                             |                                   |                                                                       |                 |
| 90 | 8  | «Трагедия „Локомотива“» «Lokomotiv Hockey Team Disaster»    | Авиакатастрофа под Ярославлем     | Як-42Д                                                                | 7 сентября 2011 |
| В 2011 году самолёт Як-42Д, на котором летела одна из самых известных хоккейных команд России, упал в реку Туношонку. Выжил только 1 человек.                     |    |                                                             |                                   |                                                                       |                 |
| 91 | 9  | «Фатальная фиксация» «Fatal Fixation»                       | Рейс United Airlines 173          | Douglas DC-8-61                                                       | 28 декабря 1978 |
| После того, как самолёт компании «United Airlines» разбился и погибли 10 человек, эксперты выявили, что причиной катастрофы могла стать проблема с шасси.         |    |                                                             |                                   |                                                                       |                 |
| 92 | 10 | «Гибель Президента» «Death Of The President»                | Авиакатастрофа под Смоленском     | Ту-154М                                                               | 10 апреля 2010  |
| После гибели польского президента Леха Качиньского в авиакатастрофе под Смоленском эксперты обнаружили, что трагедия произошла не только из-за ошибки пилота.     |    |                                                             |                                   |                                                                       |                 |
| 93 | 11 | «Курс на смерть» «Heading To Disaster»                      | Рейс Ethiopian Airlines 409       | Boeing 737-8AS                                                        | 25 января 2010  |
| Когда авиадиспетчеры попросили рейс 409 Ethiopian Airlines изменить направление, пилоты подтвердили новый курс. Спустя несколько мгновений самолёт рухнул в море. |    |                                                             |                                   |                                                                       |                 |
| 94 | 12 | «28 секунд на выживание» «28 Seconds To Survive»            | Рейс Santa Bárbara Airlines 518   | ATR 42-300                                                            | 21 февраля 2008 |
| Когда пилоты рейса 518 Santa Bárbara Airlines услышали сигнал предупреждения об опасном приближении к земле, самолёт внезапно врезался в гору.                    |    |                                                             |                                   |                                                                       |                 |
| 95 | 13 | «Air France 447: пропавший рейс» «Air France 447: Vanished» | Рейс Air France 447               | Airbus A330-203                                                       | 1 июня 2009     |
| Ночью 1 июня 2009 года рейс 447 Air France вылетел из Рио-де-Жанейро. Но через несколько часов после взлёта он рухнул в Атлантику.                                |    |                                                             |                                   |                                                                       |                 |

### Сезон 13 (2013)
| № | #  | Серия                                                           | Инцидент | Воздушное судно | Дата инцидента   |
| --- | -- | --------------------------------------------------------------- | --- | --- | ---------------- |
| 96 | 1  | «Борьба за жизнь» «Fight To The Death»                          | Рейс British European Airways 548                                                                                     | HS-121 Trident 1C | 18 июня 1972     |
| Самолёт рухнул вскоре после взлёта, и, чтобы определить причину трагедии, следствие могло полагаться лишь на реконструкцию и показания очевидцев.                                |    |                                                                 | | |                  |
| 97 | 2  | «Молчание „Фантома“» «Speed Trap»                               | Столкновение над горами Сан-Гейбриел                                                                                  | RW706: McDonnell Douglas DC-9-31 151458: McDonnell Douglas F-4B-18-MC Phantom II                                                           | 6 июня 1971      |
| Военные следователи с экспертами NTSB расследуют столкновение «Фантома» КМП США с авиалайнером DC-9.                                                                             |    |                                                                 | | |                  |
| 98 | 3  | «Трудности перевода» «Lost In Translation»                      | Рейс Crossair 498 | Saab 340B | 10 января 2000   |
| Когда вылетевший из Цюриха самолёт разбился вскоре после взлёта, обнаружение лекарства среди обломков привело к тревожным выводам.                                               |    |                                                                 | | |                  |
| 99 | 4  | «Трагедия на Потомаке» «Disaster On The Potomac»                | Рейс Air Florida 090                                                                                                  | Boeing 737-222 | 13 января 1982   |
| Сразу же после взлёта рейс 90 авиакомпании Air Florida рухнул в замёрзшую реку Потомак. Потребовался необычный эксперимент, чтобы узнать причину катастрофы.                     |    |                                                                 | | |                  |
| 100 | 5  | «Катастрофа в Куинсе» «Queens Catastrophe»                      | Рейс American Airlines 587                                                                                            | Airbus A300B4-605R | 12 ноября 2001   |
| Когда через два месяца после 9/11 на Нью-Йоркский пригород Куинс рухнул авиалайнер компании «American Airlines», все решили, что это был теракт, пока не было доказано обратное. |    |                                                                 | | |                  |
| 101 | 6  | «В эпицентре бури» «Into The Eye Of The Storm»                  | Рейс NOAA 42 | Lockheed WP-3D Orion | 15 сентября 1989 |
| Эксперты должны выяснить, почему экипаж, состоящий из опытных охотников за ураганами (NOAA), чуть не погиб, когда посреди полёта загорелся двигатель.                            |    |                                                                 | | |                  |
| 102 | 7  | «Бойня над Средиземным морем» «Massacre Over The Mediterranean» | Рейс Itavia 870 | McDonnell Douglas DC-9-15 | 27 июня 1980     |
| Над Средиземным морем внезапно взорвался авиалайнер, летевший из Италии. Потребовалось 30 лет, чтобы выяснить, что это было — воздушная атака или теракт.                        |    |                                                                 | | |                  |
| 103 | 8  | «Смертельный тест» «Deadly Test»                                | Рейс XL Airways Germany 888T                                                                                          | Airbus A320-232 | 27 ноября 2008   |
| В небе над Францией опытный экипаж испытывает пассажирский авиалайнер, но при подготовке к посадке пилот внезапно теряет контроль над самолётом.                                 |    |                                                                 | | |                  |
| 104 | 9  | «Кошмар в раю» «Terror In Paradise»                             | Рейс Air Moorea 1121                                                                                                  | De Havilland Canada DHC-6-300 | 9 августа 2007   |
| Когда летевший на Таити пассажирский самолёт падает, убив всех на борту, эксперты выявляют необычные причины катастрофы.                                                         |    |                                                                 | | |                  |
| 105 | 10 | «Небесный „Титаник“» «Titanic In The Sky»                       | Рейс Qantas 032 | Airbus A380-842 | 4 ноября 2010    |
| Эксперты выясняют, почему взорвался двигатель рейса 32 авиакомпании «Qantas» и существует ли риск для других лайнеров Airbus A380.                                               |    |                                                                 | | |                  |
| 106 | 11 | «Выйти живым» «Getting Out Alive»                               | Рейс Asiana Airlines 214 Рейс Air France 358 Рейс Reeve Aleutian Airways 008 Рейс Air Canada 797 Рейс US Airways 1549 | OZ-214: Boeing 777-28EER AFR358: Airbus A340-313X RAA8: Lockheed L-188C Electra AC797: McDonnell Douglas DC-9-32 AWE 1549: Airbus A320-214 | -                |
| Эпизод рассказывает о том, как пассажиры самолётов должны себя вести в различных экстремальных ситуациях на борту.                                                               |    |                                                                 | | |                  |

### Сезон 14 (2015)
| № | #  | Серия                                                                                            | Инцидент                                     | Воздушное судно               | Дата инцидента                           |
| --- | -- | ------------------------------------------------------------------------------------------------ | -------------------------------------------- | ----------------------------- | ---------------------------------------- |
| 107 | 1  | «Полный отказ двигателей» «Total Engine Failure»                                                 | Рейс British Midland Airways 092             | Boeing 737-4Y0                | 8 января 1989                            |
| Когда в самолёте компании «British Midland Airways» загорелся двигатель, пилоты попытались совершить аварийную посадку, но тут отказал и второй двигатель.                                                                                 |    |                                                                                                  |                                              |                               |                                          |
| 108 | 2  | «Ники Лауда: трагедия в воздухе» «Niki Lauda: Tragedy In The Air»                                | Рейс Lauda Air 004                           | Boeing 767-3Z9ER              | 26 мая 1991                              |
| Владелец авиакомпании «Lauda Air» Ники Лауда с экспертами по расследованию авиакатастроф выясняют, почему самолёт этой компании вошёл в крутое пике и развалился.                                                                          |    |                                                                                                  |                                              |                               |                                          |
| 109 | 3  | «Сбившийся с курса» «Vanishing Act»                                                              | Рейс VARIG 254                               | Boeing 737-241                | 3 сентября 1989                          |
| Экспертов ставит в тупик случай, когда самолёт авиакомпании «VARIG» совершил аварийную посадку в джунглях в 1300 километрах от заданного курса.                                                                                            |    |                                                                                                  |                                              |                               |                                          |
| 110 | 4  | «Пропавший над джунглями» «Sideswiped»                                                           | Рейс Copa Airlines 201                       | Boeing 737-204 Advanced       | 6 июня 1992                              |
| Рейс 201 начинает часовой полёт в Колумбию и вдруг исчезает с радаров, пролетая над отдалённым отрезком джунглей. |    |                                                                                                  |                                              |                               |                                          |
| 111 | 5  | «Смерть в Нарите» «Death At Narita»                                                              | Рейс FedEx 014 Рейс FedEx 080                | Оба McDonnell Douglas MD-11F  | FDX14: 31 июля 1997 FDX80: 23 марта 2009 |
| При посадке в Ньюарке MD-11 авиакомпании FedEx отскочил от полосы, перевернулся и взорвался. Все 5 людей на борту выжили. Через 12 лет в аэропорту Нарита при похожих обстоятельствах разбился такой же самолёт. Оба пилота погибли.       |    |                                                                                                  |                                              |                               |                                          |
| 112 | 6  | «Гибель Джона Кеннеди-младшего» «The Death Of JFK Jr.»                                           | Катастрофа самолёта Джона Кеннеди — младшего | Piper PA-32R-301 Saratoga II  | 16 июля 1999                             |
| В Атлантический океан у побережья штата Массачусетс падает Piper Saratoga Джона Кеннеди-младшего. Он пилотировал его в туманных условиях, и следователи пришли к выводу, что крушение было вызвано пространственной дезориентацией пилота. |    |                                                                                                  |                                              |                               |                                          |
| 113 | 7  | «Конкорд: огненный взлёт» «Concorde: Up In Flames»                                               | Рейс Air France 4590                         | Aérospatiale-BAC Concorde 101 | 25 июля 2000                             |
| Сразу же после взлёта из аэропорта имени Шарля-де-Голля «Конкорд» компании «Air France» рухнул на гостиницу в Гонессе. В результате погибли 109 человек на борту и 4 на земле.                                                             |    |                                                                                                  |                                              |                               |                                          |
| 114 | 8  | «Трагедия в центре города» «Inner City Carnage»                                                  | Авиакатастрофа в Мехико                      | Learjet 45                    | 4 ноября 2008                            |
| Служебный самолёт Learjet 45 с министром внутренних дел Мексики рухнул на финансовый район Мехико. Погибли все на борту и 7 человек на земле.                                                                                              |    |                                                                                                  |                                              |                               |                                          |
| 115 | 9  | «Бог троицу не любит» «3rd Time Unlucky»                                                         | Рейс Manx2 7100                              | Fairchild SA 227-BC Metro III | 10 февраля 2011                          |
| После того как диспетчеры аэропорта Корка в Ирландии разрешили посадку рейсу компании «Manx2», самолёт начал вращаться и рухнул на посадочную полосу.                                                                                      |    |                                                                                                  |                                              |                               |                                          |
| 116 | 10 | «Смерть в Арктике» «Death In The Arctic»                                                         | Рейс First Air 6560                          | Boeing 737-210C               | 20 августа 2011                          |
| Самолет авиакомпании «First Air» врезался в склон горы недалеко от аэропорта Резольют-Бэй, одного из самых отдалённых аэропортов мира. |    |                                                                                                  |                                              |                               |                                          |
| 117 | 11 | «Пропавший без вести (Что случилось с Malaysia Airlines 370?)» «What Happened To Malaysian 370?» | Рейс Malaysia Airlines 370                   | Boeing 777-2H6ER              | 8 марта 2014                             |
| Ведущие авиаэксперты приходят к шокирующей теории при расследовании одной из самых загадочных катастроф в истории авиации — исчезновение рейса MH370.                                                                                      |    |                                                                                                  |                                              |                               |                                          |

### Сезон 15 (2016)
| № | #  | Серия                                                 | Инцидент                                  | Воздушное судно                                                | Дата инцидента   |
| --- | -- | ----------------------------------------------------- | ----------------------------------------- | -------------------------------------------------------------- | ---------------- |
| 118 | 1  | «Фатальная передача» «Fatal Transmission»             | Столкновение в аэропорту Куинси           | UE 5925: Beechcraft 1900C-1 N1127D: Beechcraft 65-A90 King Air | 19 ноября 1996   |
| Столкновение частного самолёта и рейса 5925 United Express в 1996 году поставило следователей в тупик, но позже они смогли докопаться до истины.                           |    |                                                       |                                           |                                                                |                  |
| 119 | 2  | «Ужас в Сан-Франциско» «Terror In San Francisco»      | Рейс Asiana Airlines 214                  | Boeing 777-28EER                                               | 6 июля 2013      |
| После крушения рейса 214 Asiana Airlines в Сан-Франциско следователи нашли причину, которая могла навредить и другим аэропортам.                                           |    |                                                       |                                           |                                                                |                  |
| 120 | 3  | «Снежный ком» «High Rise Catastrophe»                 | Рейс El Al 1862                           | Boeing 747-258F                                                | 4 октября 1992   |
| В 1992 году разбился рейс 1862 из Амстердама в Тель-Авив. Следователи нашли причину смертельной опасности, угрожающей каждому Boeing 747.                                  |    |                                                       |                                           |                                                                |                  |
| 121 | 4  | «Смертельная доставка» «Fatal Delivery»               | Рейс UPS Airlines 006                     | Boeing 747-44AF-SCD                                            | 3 сентября 2010  |
| Вскоре после взлёта на борту рейса UPS 6 начинается пожар. Кабина заполнена дымом, и шанс возвращения живыми на землю висит на волоске.                                    |    |                                                       |                                           |                                                                |                  |
| 122 | 5  | «Смертельная миссия (DC-6 ООН)» «Deadly Mission»      | Катастрофа самолёта ООН                   | Douglas DC-6B                                                  | 18 сентября 1961 |
| DC-6 загадочным образом разбивается в 20 километрах от взлётной полосы вместе с Генеральным Секретарём ООН Дагом Хаммаршёльдом, у которого была секретная миссия в Африке. |    |                                                       |                                           |                                                                |                  |
| 123 | 6  | «На грани катастрофы» «Edge of Disaster»              | Рейс Atlantic Airways 670                 | BAe 146-200A                                                   | 10 октября 2006  |
| Во время обычной остановки на норвежском острове Стур рейс 670 Atlantic Airways загадочным образом попадает с взлётной полосы на набережную.                               |    |                                                       |                                           |                                                                |                  |
| 124 | 7  | «Роковая задержка (Spanair 5022)» «Deadly Delay»      | Рейс Spanair 5022                         | McDonnell Douglas MD-82                                        | 20 августа 2008  |
| Едва оторвавшись от взлётной полосы, рейс 5022 Spanair опрокинулся вправо и врезался в землю. На его борту было 172 человека.                                              |    |                                                       |                                           |                                                                |                  |
| 125 | 8  | «Роковая ошибка (Garuda Indonesia 200)» «Fatal Focus» | Рейс Garuda Indonesia 200                 | Boeing 737-497                                                 | 7 марта 2007     |
| После обычного полёта из Джакарты рейс 200 Garuda Indonesia при приземлении ударился об землю так сильно, что даже подскочил.                                              |    |                                                       |                                           |                                                                |                  |
| 126 | 9  | «Катастрофа» «Steep Impact»                           | Рейс Atlantic Southeast Airlines 2311     | Embraer EMB-120RT Brasilia                                     | 5 апреля 1991    |
| Катастрофа в Джорджии унесла жизнь 23 человек, включая астронавта и сенатора США. Следователь ставит на кон карьеру, лишь бы докопаться до истины.                         |    |                                                       |                                           |                                                                |                  |
| 127 | 10 | «Кровавая баня в Сан-Паулу» «Carnage In Sao Paulo»    | Рейс TAM Transportes Aéreos Regionais 402 | Fokker 100                                                     | 31 октября 1996  |
| Спустя секунды после взлёта борт 402 «TAM Transportes Aéreos Regionais» врезается в жилой район и загорается, унося жизни 95 человек на борту и 4 на земле.                |    |                                                       |                                           |                                                                |                  |

### Сезон 16 (2016—2017)
| № | #  | Серия                                                        | Инцидент                            | Воздушное судно                                        | Дата инцидента   |
| --- | -- | ------------------------------------------------------------ | ----------------------------------- | ------------------------------------------------------ | ---------------- |
| 128 | 1  | «Мёртвая тишина» «Deadly Silence»                            | Катастрофа под Абердином            | Learjet 35A                                            | 25 октября 1999  |
| Когда частный рейс, летящий из Орландо в Даллас, внезапно меняет траекторию, то становится понятно, что что-то пошло не так.                         |    |                                                              |                                     |                                                        |                  |
| 129 | 2  | «11 сентября: Атака на Пентагон» «9/11: The Pentagon Attack» | Рейс American Airlines 077          | Boeing 757-223                                         | 11 сентября 2001 |
| 11 сентября 2001 года два угнанных самолёта врезались в Нью-Йорке в башни-близнецы, в то время как третий был направлен в здание Пентагона.          |    |                                                              |                                     |                                                        |                  |
| 130 | 3  | «Катастрофа на Тенерифе» «Disaster At Tenerife»              | Столкновение на Тенерифе            | KL4805: Boeing 747-206B PA1736: Boeing 747-121         | 27 марта 1977    |
| Из-за плотного тумана рейс 1736 Pan American движется вслепую, а рейс 4805 KLM в одном мгновении от смерти 583 человек.                              |    |                                                              |                                     |                                                        |                  |
| 131 | 4  | «Деталь ценой в жизнь» «Deadly Detail»                       | Рейс China Airlines 120             | Boeing 737-809                                         | 20 августа 2007  |
| При посадке в Окинаве загорелся самолёт China Airlines. Видимых повреждений нет, поэтому причину возгорания ещё предстоит выяснить.                  |    |                                                              |                                     |                                                        |                  |
| 132 | 5  | «Смертельный вираж» «Deadly Detour»                          | Столкновение над Бискайским заливом | YS 706: Beechcraft 1900D F-GAJE: Cessna 177RG Cardinal | 30 июля 1998     |
| Когда рейс 706 «Proteus Airlines» совершил манёвр, чтобы дать пассажирам рассмотреть легендарный французский лайнер, самолёт взорвался.              |    |                                                              |                                     |                                                        |                  |
| 133 | 6  | «Приближение опасности» «Dangerous Approach»                 | Рейс Trans-Colorado Airlines 2286   | Swearingen SA227-AC Metro III                          | 19 января 1988   |
| Рейс 2286 Continental Express, перевозивший пассажиров из Денвера в Дуранго, потерпел крушение в нескольких километрах от взлётно-посадочной полосы. |    |                                                              |                                     |                                                        |                  |
| 134 | 7  | «Убийство в облаках» «Murder In The Skies»                   | Рейс Germanwings 9525               | Airbus A320-211                                        | 24 марта 2015    |
| Самолёт Germanwings пересекает французские Альпы, и в это время он начинает очень быстро терять высоту и вскоре исчезает с радаров.                  |    |                                                              |                                     |                                                        |                  |
| 135 | 8  | «Аварийная посадка на реку» «River Runway»                   | Рейс Garuda Indonesia 421           | Boeing 737-3Q8                                         | 16 января 2002   |
| Рейс 421 Garuda Indonesia попадает в самый центр циклона и самолёт начинает трясти с такой силой, что пилоты практически теряют управление.          |    |                                                              |                                     |                                                        |                  |
| 136 | 9  | «Смертельное решение» «Deadly Solution»                      | Рейс Indonesia AirAsia 8501         | Airbus A320-216                                        | 28 декабря 2014  |
| Когда рейс 8501 Indonesia AirAsia исчезает с экранов радаров над Яванским морем, начались его поиски.                                                |    |                                                              |                                     |                                                        |                  |
| 137 | 10 | «Афганский кошмар» «Afghan Nightmare»                        | Рейс National Airlines 102          | Boeing 747-428BCF                                      | 29 апреля 2013   |
| Едва набрав высоту, грузовой самолёт National Airlines опрокидывается и падает на землю.                                                             |    |                                                              |                                     |                                                        |                  |

### Сезон 17 (2017)
| № | #  | Серия                                            | Инцидент                            | Воздушное судно            | Дата инцидента   |
| --- | -- | ------------------------------------------------ | ----------------------------------- | -------------------------- | ---------------- |
| 138 | 1  | «Настоящий убийца» «Killer Attitude»             | Рейс Northwest Airlink 5719         | Jetstream 31               | 1 декабря 1993   |
| После обычного одночасового полёта из Миннеаполиса рейс 5719 Northwest Airlink разбивается в северной части штата Миннесота, при этом погибают все, кто был на его борту.                  |    |                                                  |                                     |                            |                  |
| 139 | 2  | «Смертельный миф» «Deadly Myth»                  | Рейс Comair 3272                    | Embraer EMB-120RT Brasilia | 9 января 1997    |
| После того, как обычный рейс в Детройт закончился душераздирающей смертельной спиралью, эксперты проводят тщательный анализ причин этой авиакатастрофы и приходят к ошеломляющему выводу.  |    |                                                  |                                     |                            |                  |
| 140 | 3  | «Поворотная точка» «Turning Point»               | Рейс Air China 129                  | Boeing 767-2J6ER           | 15 апреля 2002   |
| Заблудившись в тумане во время захода на посадку, рейс 129 Air China оказался на грани катастрофы.                                                                                         |    |                                                  |                                     |                            |                  |
| 141 | 4  | «Взрывоопасное доказательство» «Explosive Proof» | Рейс Trans World Airlines 800       | Boeing 747-131             | 17 июля 1996     |
| Буквально через несколько минут после вылета из Нью-Йоркского аэропорта самолёт рейса 800 TWA разрывает от мощного взрыва.                                                                 |    |                                                  |                                     |                            |                  |
| 142 | 5  | «Смертельный поворот» «Lethal Turn»              | Рейс Garuda Indonesia 152           | Airbus A300B4-220          | 26 сентября 1997 |
| В клубах чёрного дыма от горящего леса рейс 152 Garuda Indonesia врезался в гору около аэропорта Медана.                                                                                   |    |                                                  |                                     |                            |                  |
| 143 | 6  | «Попавший в шторм на небе» «Storming Out»        | Рейс USAir 1016                     | McDonnell Douglas DC-9-31  | 2 июля 1994      |
| Подлетая к аэропорту Шарлотта, рейс 1016 USAir внезапно попал в сильный дождь, полностью блокировавший видимость кабины пилотов.                                                           |    |                                                  |                                     |                            |                  |
| 144 | 7  | «Пойманный на плёнку» «Caught On Tape»           | Рейс TransAsia Airways 235          | ATR 72-212A                | 4 февраля 2015   |
| Видеорегистратор проезжающего автомобиля зафиксировал шокирующие последние секунды полёта рейса 235 TransAsia Airways.                                                                     |    |                                                  |                                     |                            |                  |
| 145 | 8  | «Ужас над Египтом» «Terror Over Egypt»           | Рейс Metrojet 9268                  | Airbus A321-231            | 31 октября 2015  |
| Через 23 минуты после вылета из Шарм-эш-Шейха самолёт с российскими туристами падает на землю и разбивается.                                                                               |    |                                                  |                                     |                            |                  |
| 146 | 9  | «Смертельные дискуссии» «Deadly Discussions»     | Рейс LAPA 3142                      | Boeing 737-204C            | 31 августа 1999  |
| Boeing 737, следующий рейсом 3142 LAPA, взлетает из аэропорта Буэнос-Айреса с единственной взлётной полосы, но неожиданно начинает сильно дрожать и через некоторое время падает на землю. |    |                                                  |                                     |                            |                  |
| 147 | 10 | «Пропавший самолёт» «The Lost Plane»             | Рейс Thai Airways International 311 | Airbus A310-304            | 31 июля 1992     |
| Самолёт, выполнявший рейс 311 Thai Airways International в Катманду, пролетая над вершинами Гималаев, врезался в гору на высоте 11 000 футов.                                              |    |                                                  |                                     |                            |                  |

### Сезон 18 (2018)
| № | #  | Серия                                                | Инцидент                       | Воздушное судно                          | Дата инцидента  |
| --- | -- | ---------------------------------------------------- | ------------------------------ | ---------------------------------------- | --------------- |
| 148 | 1  | «Болты и гайки» «Nuts And Bolts»                     | Рейс Emery Worldwide 017       | Douglas DC-8-71F                         | 16 февраля 2000 |
| Спустя мгновения после взлёта с аэропорта в Калифорнии американскому грузовому самолёту Emery Worldwide приходится совершить вынужденную посадку, но он теряет управление и падает на свалку заброшенных автомобилей. |    |                                                      |                                |                                          |                 |
| 149 | 2  | «С ума сойти» «Blown Away»                           | Рейс TransAsia Airways 222     | ATR 72-212A                              | 23 июля 2014    |
| После разворота над Тайваньским проливом рейс 222 TransAsia Airways падает на курортный остров Пэнху. |    |                                                      |                                |                                          |                 |
| 150 | 3  | «Фатальная рассеянность» «Deadly Distraction»        | Рейс Delta Air Lines 1141      | Boeing 727-232 Advanced                  | 31 августа 1988 |
| Самолёт Delta Air Lines разбивается во время взлёта. Что стало причиной падения? |    |                                                      |                                |                                          |                 |
| 151 | 4  | «Смертоносное небо» «Deadly Airspace»                | Рейс Malaysia Airlines 017     | Boeing 777-2H6ER                         | 17 июля 2014    |
| Через 4 месяца после исчезновения рейса MH370 авиакомпания Malaysia Airlines теряет второй Boeing 777 — рейс MH17. |    |                                                      |                                |                                          |                 |
| 152 | 5  | «Смертельная демонстрация» «Deadly Display»          | Катастрофа Sukhoi Superjet 100 | Sukhoi Superjet 100-95B                  | 9 мая 2012      |
| Демонстрационный полёт нового российского авиалайнера в Индонезии закончился катастрофой. |    |                                                      |                                |                                          |                 |
| 153 | 6  | «Смертельная миссия (SpaceShipTwo)» «Deadly Mission» | Катастрофа SpaceShipTwo        | Scaled Composites Model 339 SpaceShipTwo | 31 октября 2014 |
| Во время испытательного полёта космического «самолёта будущего» ситуация внезапно вышла из под контроля и космоплан разбивается. Чудом удалось выжить 1 члену экипажа.                                                |    |                                                      |                                |                                          |                 |
| 154 | 7  | «Свободное падение» «Free Fall»                      | Рейс Qantas 072                | Airbus A330-303                          | 7 октября 2008  |
| Во время очередного планового рейса самолёт авиакомпании Qantas теряет управление. |    |                                                      |                                |                                          |                 |
| 155 | 8  | «Опасное отклонение» «Deadly Inclination»            | Рейс Alitalia 404              | McDonnell Douglas DC-9-32                | 14 ноября 1990  |
| Рейс 404 авиакомпании Alitalia неожиданно врезается в склон при посадке в Цюрихе. |    |                                                      |                                |                                          |                 |
| 156 | 9  | «Опасный манёвр» «Deadly Go-Round»                   | Рейс China Airlines 140        | Airbus A300B4-622R                       | 26 апреля 1994  |
| Самолёт авиакомпании China Airlines разбивается при посадке в Нагое. |    |                                                      |                                |                                          |                 |
| 157 | 10 | «Смертоносная зима» «Dead Of Winter»                 | Рейс Continental Airlines 1713 | McDonnell Douglas DC-9-14                | 15 ноября 1987  |
| Во время вылета из Денвера в сильную метель DC-9 Continental Airlines падает на землю в пределах взлётной полосы. |    |                                                      |                                |                                          |                 |

### Сезон 19 (2019)
| № | #  | Серия                                       | Инцидент                                | Воздушное судно              | Дата инцидента   |
| --- | -- | ------------------------------------------- | --------------------------------------- | ---------------------------- | ---------------- |
| 158 | 1  | «Смертельное снижение» «Deadly Descent»     | Рейс Cathay Pacific 780                 | Airbus A330-342              | 13 апреля 2010   |
| Следователи выясняют, из-за чего A330 Cathay Pacific начал терять управление во время планового рейса.                                                    |    |                                             |                                         |                              |                  |
| 159 | 2  | «Смертельная гонка» «Death Race»            | Катастрофа на авиашоу в Рино            | North American P-51D Mustang | 16 сентября 2011 |
| Авиашоу превращается в кошмар, когда истребитель времён Второй мировой войны неожиданно пикирует прямо в толпу зрителей.                                  |    |                                             |                                         |                              |                  |
| 160 | 3  | «Фатальная посадка» «Fatal Approach»        | Рейс KLM Cityhopper 433                 | Saab 340B                    | 4 апреля 1994    |
| При возврате в аэропорт вылета рейс 433 KLM Cityhopper падает недалеко от ВПП.                                                                            |    |                                             |                                         |                              |                  |
| 161 | 4  | «Пограничная тактика» «Borderline Tactics»  | Рейс American International Airways 808 | Douglas DC-8-61F             | 18 августа 1993  |
| Грузовой рейс DC-8 на кубинскую военную авиабазу закончился жёсткой посадкой. Следователи ищут причины аварии.                                            |    |                                             |                                         |                              |                  |
| 162 | 5  | «Смертельный наклон» «Deadly Pitch»         | Рейс Fine Air 101                       | Douglas DC-8-61F             | 7 августа 1997   |
| Всего через 25 секунд после взлёта грузовой DC-8 падает прямо на улицы Майами.                                                                            |    |                                             |                                         |                              |                  |
| 163 | 6  | «Фатальный взлёт» «Fatal Climb»             | Рейс TAROM 371                          | Airbus A310-324              | 31 марта 1995    |
| Едва вылетев из Бухареста, A310 TAROM неожиданно опрокидывается и падает на землю.                                                                        |    |                                             |                                         |                              |                  |
| 164 | 7  | «Взлётно-посадочная полоса» «Runway Runoff» | Рейс Continental Airlines 1404          | Boeing 737-524               | 20 декабря 2008  |
| По неустановленной причине Boeing 737 Continental Airlines оказался выброшен за пределы ВПП во время вылета из Денвера.                                   |    |                                             |                                         |                              |                  |
| 165 | 8  | «Смертельные границы» «Lethal Limits»       | Рейс Аэрофлот-Норд 821                  | Boeing 737-505               | 14 сентября 2008 |
| После того, как рейс из Москвы в Пермь закончился падением Boeing 737 в сотнях метров от жилых домов, расшифровка самописца повергает следователей в шок. |    |                                             |                                         |                              |                  |
| 166 | 9  | «Футбольная трагедия» «Football Tragedy»    | Рейс LaMia 2933                         | Avro RJ85                    | 28 ноября 2016   |
| В 2016 году самолёт, на борту которого находился один из известных футбольных клубов Бразилии, внезапно потерял скорость и врезался в гору.               |    |                                             |                                         |                              |                  |
| 167 | 10 | «Коронный бросок» «Slam Dunk»               | Рейс United Express 6291                | Jetstream 41                 | 7 января 1994    |
| Заходя на посадку в Колумбусе, самолёт United Express неожиданно врезался в деревья и загорелся.                                                          |    |                                             |                                         |                              |                  |

### Сезон 20 (2020)
| № | #  | Серия                                                         | Инцидент                          | Воздушное судно                                                  | Дата инцидента   |
| --- | -- | ------------------------------------------------------------- | --------------------------------- | ---------------------------------------------------------------- | ---------------- |
| 168 | 1  | «Заход на посадку в Катманду» «Kathmandu Descent»             | Рейс PIA 268                      | Airbus A300B4-203                                                | 28 сентября 1992 |
| Пакистанский авиалайнер разбивается в Гималаях и, несмотря на отсутствие важных доказательств, следователи пытаются найти ответы.                               |    |                                                               |                                   |                                                                  |                  |
| 169 | 2  | «Невероятное пике» «Impossible Pitch»                         | Рейс West Air Sweden 294          | Canadair CL-600-2B19                                             | 8 января 2016    |
| Шведский грузовой самолёт разбивается недалеко от норвежской границы. И пока следователи ищут причину, возникает ужасающая картина хаоса в кабине экипажа.      |    |                                                               |                                   |                                                                  |                  |
| 170 | 3  | «Взрыв при посадке» «Explosive Touchdown»                     | Рейс UNI Air 873                  | McDonnell Douglas MD-90-30                                       | 24 августа 1999  |
| Когда тайваньский самолёт сотрясается от мощного взрыва, вскоре выяснится, что причина трагедии находилась на багажной полке.                                   |    |                                                               |                                   |                                                                  |                  |
| 171 | 4  | «Столкновение на взлётно-посадочной полосе» «Taxiway Turmoil» | Столкновение в аэропорту Детройта | NW1482: McDonnell Douglas DC-9-14 NW299: Boeing 727-251 Advanced | 3 декабря 1990   |
| Когда из-за неразберихи и густого тумана два самолёта столкнулись на ВПП, следователи задаются вопросом, не сами ли пилоты спровоцировали столкновение.         |    |                                                               |                                   |                                                                  |                  |
| 172 | 5  | «Крушение при посадке» «Runway Breakup»                       | Рейс AIRES 8250                   | Boeing 737-73V                                                   | 16 августа 2010  |
| При посадке на Карибах в условиях сильного тропического шторма колумбийский авиалайнер разбивается рядом с ВПП. Следователи выясняют причины катастрофы.        |    |                                                               |                                   |                                                                  |                  |
| 173 | 6  | «Роковой лёд» «Icy Descent»                                   | Рейс Sol Líneas Aéreas 5428       | Saab 340A                                                        | 18 мая 2011      |
| Когда рейс 5428 Sol Líneas Aéreas разбился в отдалённой местности, следователи изо всех сил пытаются найти причину катастрофы среди разбросанных обломков.      |    |                                                               |                                   |                                                                  |                  |
| 174 | 7  | «Приводнение в Атлантике» «Atlantic Ditching»                 | Рейс Cougar Helicopters 091       | Sikorsky S-92A                                                   | 12 марта 2009    |
| Вертолёт, перевозивший нефтяников, падает у берегов Ньюфаундленда. Расследование обнаруживает большие недостатки как в вертолёте, так и в авиакомпании.         |    |                                                               |                                   |                                                                  |                  |
| 175 | 8  | «Убийца в кабине» «Cockpit Killer»                            | Рейс LAM Mozambique Airlines 470  | Embraer ERJ 190-100IGW                                           | 29 ноября 2013   |
| Когда африканский авиалайнер разбивается, перед этим медленно снижаясь, следователи исключают множество возможных причин, прежде чем прийти к пугающему выводу. |    |                                                               |                                   |                                                                  |                  |
| 176 | 9  | «Штормовой взлёт» «Stormy Cockpit»                            | Рейс Kenya Airways 507            | Boeing 737-8AL                                                   | 5 мая 2007       |
| Кенийский Boeing 737 разбивается во время сильной грозы, но следователи обнаруживают, что непогода не имеет к катастрофе никакого отношения.                    |    |                                                               |                                   |                                                                  |                  |
| 177 | 10 | «Без предупреждения (Trigana Air Service 267)» «No Warning»   | Рейс Trigana Air Service 267      | ATR 42-300                                                       | 16 августа 2015  |
| Индонезийский самолёт врезался в гору, и хотя три системы могли предотвратить катастрофу, следователи выясняют, почему ни одна из них не сделала этого.         |    |                                                               |                                   |                                                                  |                  |

### Сезон 21 (2021)
| № | #  | Серия                                                 | Инцидент                     | Воздушное судно                    | Дата инцидента  |
| --- | -- | ----------------------------------------------------- | ---------------------------- | ---------------------------------- | --------------- |
| 178 | 1  | «Кошмар в Северном море» «North Sea Nightmare»        | Рейс Loganair 6780           | Saab 2000                          | 15 декабря 2014 |
| В турбовинтовой самолёт ударила молния, лишив его управления, временно ослепив пилотов и переведя его в пике. И хотя пилотам удалось благополучно посадить лайнер, следователи обнаружат в нём необычную особенность, ставшую причиной инцидента. |    |                                                       |                              |                                    |                 |
| 179 | 2  | «Игра в догонялки» «Playing Catch Up»                 | Рейс Execuflight 1526        | BAe 125-700A                       | 10 ноября 2015  |
| Частный самолёт бизнес-класса внезапно резко снижается и врезается в многоквартирный жилой дом недалеко от взлётной полосы. Следователи изучают обломки самолёта, но точные причины катастрофы укажет радар авиадиспетчера.                       |    |                                                       |                              |                                    |                 |
| 180 | 3  | «Трагедия в Лексингтоне» «Tragic Takeoff»             | Рейс Comair 5191             | Bombardier CL-600-2B19             | 27 августа 2006 |
| Ранний утренний рейс из Лексингтона в Атланту заканчивается катастрофой, когда небольшой авиалайнер врезается в деревья за пределами ВПП. |    |                                                       |                              |                                    |                 |
| 181 | 4  | «Под запретом: Boeing MAX 8» «Grounded: Boeing MAX 8» | Рейс Lion Air 610            | Boeing 737 MAX 8                   | 29 октября 2018 |
| Самолёт Boeing 737 нового поколения падает в воду всего через 11 минут после взлёта и его дальнейшая эксплуатация в других авиакомпаниях мира оказывается под угрозой.                                                                            |    |                                                       |                              |                                    |                 |
| 182 | 5  | «Катастрофа в салоне» «Cabin Catastrophe»             | Рейс Southwest Airlines 1380 | Boeing 737-7H4                     | 17 апреля 2018  |
| Во время очередного планового полёта у Boeing 737 взрывается двигатель, его обломки выбивают иллюминатор и убивают пассажирку. Но пилотам чудом удаётся посадить повреждённый самолёт. Следователи NTSB ищут причины взрыва двигателя.            |    |                                                       |                              |                                    |                 |
| 183 | 6  | «Крушение в Катманду» «Meltdown Over Kathmandu»       | Рейс US-Bangla Airlines 211  | De Havilland Canada DHC-8-402 Q400 | 12 марта 2018   |
| Заходя на посадку в одном из самых сложных аэропортов мира, турбовинтовой DHC-8 внезапно снижается и падает в стороне от ВПП, перед этим едва не рухнув на терминал аэропорта.                                                                    |    |                                                       |                              |                                    |                 |
| 184 | 7  | «Печальный конец» «Mission Disaster»                  | Рейс USAF 05                 | Boeing KC-135E Stratotanker        | 6 февраля 1991  |
| Выполняя очередной боевой вылет во время операции «Буря в пустыне» американский самолёт-заправщик внезапно лишился обоих левых двигателей. |    |                                                       |                              |                                    |                 |
| 185 | 8  | «Попали в передрягу» «Caught In A Jam»                | Рейс Ansett New Zealand 703  | De Havilland Canada DHC-8-102 Q100 | 9 июня 1995     |
| Новозеландский авиалайнер врезался в холм при заходе на посадку в Палмерстон-Норте. Следователи ищут причину, из-за чего сигнал одной из важных систем самолёта дал сбой и прозвучал невовремя.                                                   |    |                                                       |                              |                                    |                 |
| 186 | 9  | «За миг до посадки» «Seconds From Touchdown»          | Рейс Propair 420             | Swearingen SA226-TC Metro II       | 18 июня 1998    |
| Канадский самолёт рухнул на землю во время аварийной посадки в Монреале. Следователи пытаются выяснить, из-за чего на борту самолёта начался пожар, полностью охвативший левое крыло.                                                             |    |                                                       |                              |                                    |                 |
| 187 | 10 | «Смертельная поставка» «Deadly Delivery»              | Рейс UPS Airlines 1354       | Airbus A300F4-622R                 | 14 августа 2013 |
| Следователи NTSB пытаются выяснить, из-за чего грузовой Airbus A300 в момент захода на посадку разбился всего в 1 километре от взлётной полосы.                                                                                                   |    |                                                       |                              |                                    |                 |

### Сезон 22 (2022)
| № | #  | Серия                                                    | Инцидент                      | Воздушное судно              | Дата инцидента  |
| --- | -- | -------------------------------------------------------- | ----------------------------- | ---------------------------- | --------------- |
| 188 | 1  | «Зона ожидания» «Holding Pattern»                        | Рейс Flydubai 981             | Boeing 737-8KN               | 19 марта 2016   |
| Российские следователи выясняют причины падения эмиратского Boeing 737 при посадке в Ростове-на-Дону. |    |                                                          |                               |                              |                 |
| 189 | 2  | «Угроза в небе Португалии» «Peril Over Portugal»         | Рейс Martinair 495            | McDonnell Douglas DC-10-30CF | 21 декабря 1992 |
| Голландский авиалайнер при посадке в Фару внезапно пошёл на снижение и врезался в землю около взлётной полосы. Португальские следователи устанавливают, что причиной падения самолёта Martinair стал не только сдвиг ветра. |    |                                                          |                               |                              |                 |
| 190 | 3  | «Падение стелс-бомбардировщика» «Stealth Bomber Down»    | Авария на Гуаме               | Northrop Grumman B-2 Spirit  | 23 февраля 2008 |
| Специальная комиссия устанавливает причины катастрофы стратегического бомбардировщика ВВС США, ставшей самой «дорогой» в истории авиации.                                                                                   |    |                                                          |                               |                              |                 |
| 191 | 4  | «Двойные неприятности» «Double Trouble»                  | Рейс Trans-Air Service 671    | Boeing 707-321C              | 31 марта 1992   |
| Вскоре после взлёта грузовой Boeing 707 лишился обоих правых двигателей, но пилоты смогли восстановить управление и посадить самолёт.                                                                                       |    |                                                          |                               |                              |                 |
| 192 | 5  | «Падение в Тихий океан» «Pacific Plunge»                 | Рейс Alaska Airlines 261      | McDonnell Douglas MD-83      | 31 января 2000  |
| Во время полёта над Тихим океаном самолёт Alaska Airlines резко перешёл в пикирование и, выполнив «полубочку», врезался в воду.                                                                                             |    |                                                          |                               |                              |                 |
| 193 | 6  | «Бедствие близ Мичигана» «Terror Over Michigan»          | Рейс Trans World Airlines 841 | Boeing 727-31                | 4 апреля 1979   |
| Во время полёта над штатом Мичиган самолёт TWA внезапно перешёл в пикирование и потерял 6 000 метров высоты, но пилоты смогли посадить самолёт. NTSB выясняет степень вины пилотов в инциденте.                             |    |                                                          |                               |                              |                 |
| 194 | 7  | «Крушение под кронами» «Tree Strike Terror»              | Рейс American Airlines 1572   | McDonnell Douglas MD-83      | 12 ноября 1995  |
| При посадке в Виндзор-Локсе самолёт American Airlines зацепил деревья и жёстко приземлился до торца ВПП. Во время расследования выясняется, что аэропорт Виндзор-Локса работал с нарушениями.                               |    |                                                          |                               |                              |                 |
| 195 | 8  | «Кромешная тьма» «Pitch Black»                           | Рейс Air Illinois 710         | Hawker Siddeley HS-748-2A    | 11 октября 1983 |
| Вскоре после вылета самолёт Air Illinois подал сигнал бедствия, а 32 минуты спустя рухнул в поле. Следователи NTSB изучают историю разбившегося самолёта.                                                                   |    |                                                          |                               |                              |                 |
| 196 | 9  | «Неполадки в турбовинтовом двигателе» «Turboprop Terror» | Рейс Flagship Airlines 3379   | Jetstream 32                 | 13 декабря 1994 |
| Рейс 3379 Flagship Airlines разбивается в лесу недалеко от аэропорта Роли. Комиссия NTSB пытается установить, не стала ли причиной падения самолёта проблема центровки багажа.                                              |    |                                                          |                               |                              |                 |
| 197 | 10 | «Уход Легенды» «Loss Of A Legend»                        | Катастрофа под Калабасасом    | Sikorsky S-76B               | 26 января 2020  |
| Частный вертолёт, на котором летели известная звезда баскетбола и его дочь, врезался в гору. Следователи NTSB выясняют причины падения вертолёта.                                                                           |    |                                                          |                               |                              |                 |

### Сезон 23 (2023)
| № | #  | Серия                                                            | Инцидент                     | Воздушное судно                    | Дата инцидента  |
| --- | -- | ---------------------------------------------------------------- | ---------------------------- | ---------------------------------- | --------------- |
| 198 | 1  | «Роковая подмена» «Deadly Exchange»                              | Рейс Corporate Airlines 5966 | Jetstream 32                       | 19 октября 2004 |
| Рейс 5966 Corporate Airlines разбивается в лесу около Кирксвилля. Следователи NTSB ищут причины катастрофы.                                                                                 |    |                                                                  |                              |                                    |                 |
| 199 | 2  | «Неточные сигналы» «Mixed Signals»                               | Рейс Independent Air 1851    | Boeing 707-331B                    | 8 февраля 1989  |
| Чартерный рейс до Доминиканы врезался в гору при подлёте к Санта-Марии. Во время расследования португальские следователи узнают множество неприятных фактов о пилотах разбившегося лайнера. |    |                                                                  |                              |                                    |                 |
| 200 | 3  | «Уязвимость» «Pressure Point»                                    | Рейс Japan Air Lines 123     | Boeing 747SR-46                    | 12 августа 1985 |
| Японские следователи выясняют причину второй крупнейшей катастрофы в истории авиации — падение японского Boeing 747 и гибель 520 человек.                                                   |    |                                                                  |                              |                                    |                 |
| 201 | 4  | «Рычаги власти» «Power Play»                                     | Рейс Airlines PNG 1600       | De Havilland Canada DHC-8-102 Q100 | 13 октября 2011 |
| Самолёт Airlines PNG теряет оба двигателя и разбивается при аварийной посадке. Ответ на причины катастрофы пытаются дать выжившие пилоты.                                                   |    |                                                                  |                              |                                    |                 |
| 202 | 5  | «Обратное управление» «Control Catastrophe»                      | Рейс Air Astana 1388         | Embraer ERJ 190-100LR              | 11 ноября 2018  |
| Казахстанский авиалайнер во время перегоночного рейса полностью теряет управление, но пилотам ценой невероятных усилий удаётся его посадить.                                                |    |                                                                  |                              |                                    |                 |
| 203 | 6  | «Катастрофа в кабине» «Cockpit Catastrophe»                      | Рейс Sichuan Airlines 8633   | Airbus A319-133                    | 14 мая 2018     |
| Во время обычного регулярного рейса в кабине экипажа самолёта Sichuan Airlines вылетает ветровое стекло, что приводит к частичной потере управления, а второго пилота вытянуло наружу.      |    |                                                                  |                              |                                    |                 |
| 204 | 7  | «Крушение надежд» «Dream Flight Disaster»                        | Катастрофа в Сиднее          | De Havilland Canada DHC-2 Beaver   | 31 декабря 2017 |
| Частный гидросамолёт во время полёта над Сиднеем опрокидывается и падает в реку. |    |                                                                  |                              |                                    |                 |
| 205 | 8  | «Смертельный обман» «Deadly Deception»                           | Рейс Balkan 013              | Ан-24В                             | 7 марта 1983    |
| Болгарский авиалайнер подвергся нападению террористов. Угонщики требуют лететь в Австрию, но КВС ради спасения пассажиров идёт на риск.                                                     |    |                                                                  |                              |                                    |                 |
| 206 | 9  | «Катастрофа с доставкой» «Delivery To Disaster»                  | Рейс Atlas Air 3591          | Boeing 767-375ER-BCF               | 23 февраля 2019 |
| Грузовой самолёт Atlas Air внезапно пикирует в залив около Анауака. Что стало причиной падения?                                                                                             |    |                                                                  |                              |                                    |                 |
| 207 | 10 | «Загадка над Средиземным морем» «Mystery Over The Mediterranean» | Рейс EgyptAir 804            | Airbus A320-232                    | 19 мая 2016     |
| Самолёт EgyptAir падает в Средиземное море. Следователи склоняются к версии пожара в кабине пилотов, но он ли стал причиной катастрофы?                                                     |    |                                                                  |                              |                                    |                 |

### Сезон 24 (2024)
| № | #  | Серия                                                             | Инцидент                         | Воздушное судно                                                                                      | Дата инцидента  |
| --- | -- | ----------------------------------------------------------------- | -------------------------------- | --- | --------------- |
| 208 | 1  | «Ужас над Тихим океаном» «Terror Over The Pacific»                | Рейс United Airlines 811         | Boeing 747-122                                                                                       | 24 февраля 1989 |
| Во время полёта над Тихим океаном у самолёта United Airlines оторвались дверь грузового отсека и часть фюзеляжа, но пилоты разворачивают лайнер и благополучно сажают его в Гонолулу. Следователи NTSB пытаются выяснить причину происшествия без главной улики — оторвавшейся двери грузового отсека. |    |                                                                   |                                  | |                 |
| 209 | 2  | «Катастрофа в Датч-Харбор» «Disaster at Dutch Harbor»             | Рейс PenAir 3296                 | Saab 2000                                                                                            | 17 октября 2019 |
| Следователи выясняют, из-за чего после посадки в аэропорту Уналашки самолёт PenAir выехал с ВПП и скатился на склон озера. |    |                                                                   |                                  | |                 |
| 210 | 3  | «Смертельный взлёт» «Deadly Departure»                            | Рейс ATI 782                     | Douglas DC-8-63F                                                                                     | 16 февраля 1995 |
| Грузовой DC-8 рухнул на землю всего через несколько секунд после второй попытки взлёта. Во время расследования выясняется, что пилоты совершили целый ряд ошибок, а сам самолёт был неисправен. |    |                                                                   |                                  | |                 |
| 211 | 4  | «Без предупреждения (Столкновение над Аляской)» «Without Warning» | Столкновение над заливом Джорджа | N952DB: De Havilland Canada DHC-2 Beaver Mk I N959PA: De Havilland Canada DHC-3T Vazar Turbine Otter | 13 мая 2019     |
| Следователи выясняют причину столкновения двух частных гидросамолётов, «не увидевших» друг друга. |    |                                                                   |                                  | |                 |
| 212 | 5  | «Одиннадцать смертельных секунд» «Eleven Deadly Seconds»          | Рейс China Airlines 676          | Airbus A300B4-622R                                                                                   | 16 февраля 1998 |
| Почти через 4 года после катастрофы в Нагое ещё один A300 China Airlines разбивается при посадке в Таоюане. Схожесть обеих катастроф настораживает тайваньских следователей. |    |                                                                   |                                  | |                 |
| 213 | 6  | «Борьба за выживание» «Fight For Survival»                        | Рейс Pilgrim Airlines 458        | De Havilland Canada DHC-6-100                                                                        | 21 февраля 1982 |
| Во время полёта на борту DHC-6 вспыхнул пожар. Пассажиры безуспешно пытаются его потушить и самолёт аварийно садится на водохранилище, 1 пассажир погибает. Что стало причиной пожара? |    |                                                                   |                                  | |                 |
| 214 | 7  | «Битва за угол» «Pitch Battle»                                    | Рейс Colgan Air 9446             | Beechcraft 1900D                                                                                     | 26 августа 2003 |
| Перегоночный рейс в Олбани заканчивается падением самолёта в воду вскоре после взлёта. Следователи NTSB выясняют причины катастрофы. |    |                                                                   |                                  | |                 |
| 215 | 8  | «В огне» «Under Fire»                                             | Рейс Saudi Arabian Airlines 163  | Lockheed L-1011-385-1-15 TriStar 200                                                                 | 19 августа 1980 |
| Саудовские следователи при участии американских коллег пытаются выяснить, из-за чего лайнер Saudi Arabian Airlines после благополучной посадки из-за пожара на борту полностью сгорел, а его экипаж и наземные службы аэропорта ничего не сделали для спасения пассажиров.                             |    |                                                                   |                                  | |                 |
| 216 | 9  | «Пропавший звёздный футболист» «Lost Star Footballer»             | Катастрофа над Ла-Маншем         | Piper PA-46-310P Malibu                                                                              | 21 января 2019  |
| Частный самолёт, на борту которого находился известный футболист, падает в пролив Ла-Манш. Из-за чего произошла катастрофа? |    |                                                                   |                                  | |                 |
| 217 | 10 | «Смертельная директива» «Deadly Directive»                        | Рейс Ethiopian Airlines 302      | Boeing 737 MAX 8                                                                                     | 10 марта 2019   |
| История повторяется — всего через 4 месяца после катастрофы в Индонезии идентичная катастрофа происходит в Эфиопии и Boeing 737 нового поколения оказывается под угрозой полного снятия с эксплуатации.                                                                                                |    |                                                                   |                                  | |                 |

### Сезон 25 (2025)
| № | #  | Серия                                                      | Инцидент                              | Воздушное судно                                                | Дата инцидента  |
| --- | -- | ---------------------------------------------------------- | ------------------------------------- | -------------------------------------------------------------- | --------------- |
| 218 | 1  | «Аварийная посадка в Тихом океане» «Pacific Ditching»      | Рейс Transair 810                     | Boeing 737-275C                                                | 2 июля 2021     |
| Грузовой Boeing 737 вскоре после вылета из Гонолулу садится на воду и разрушается. Следователи допрашивают обоих пилотов. |    |                                                            |                                       |                                                                |                 |
| 219 | 2  | «На холостом ходу» «Running On Empty»                      | Рейс Air Tahoma 185                   | Convair CV-580                                                 | 13 августа 2004 |
| Следователи NTSB выясняют, из-за чего небольшой грузовой самолёт выработал всё авиатопливо и врезался в деревья недалеко от взлётной полосы. |    |                                                            |                                       |                                                                |                 |
| 220 | 3  | «Потеря контроля» «Power Struggle»                         | Рейс Sriwijaya Air 182                | Boeing 737-524                                                 | 9 января 2021   |
| Всего через 4 минуты после взлёта самолёт Sriwijaya Air опрокидывается и падает в Яванское море. Индонезийские следователи выясняют причины его падения.                                                                                              |    |                                                            |                                       |                                                                |                 |
| 221 | 4  | «Пересмотр решения» «Second Thoughts»                      | Рейс Luxair 9642                      | Fokker 50                                                      | 6 ноября 2002   |
| Расследование падения люксембургского турбовинтового авиалайнера рядом с автомобильной дорогой выявляет целый ряд ошибок его пилотов. |    |                                                            |                                       |                                                                |                 |
| 222 | 5  | «Беспомощное падение» «Powerless Plunge»                   | Рейс Loganair 670A                    | Short 360-100                                                  | 27 февраля 2001 |
| Британский авиалайнер, выполнявший регулярный почтовый рейс, падает в залив при возврате в аэропорт вылета. Что стало причиной катастрофы? |    |                                                            |                                       |                                                                |                 |
| 223 | 6  | «Хаос в кабине (China Eastern Airlines 583)» «Cabin Chaos» | Рейс China Eastern Airlines 583       | McDonnell Douglas MD-11                                        | 6 апреля 1993   |
| Во время планового рейса самолёт China Eastern Airlines теряет управление и едва не падает в Тихий океан, но пилотам удаётся его посадить. Что стало причиной потери управления?                                                                      |    |                                                            |                                       |                                                                |                 |
| 224 | 7  | «Смертельный подъём» «Deadly Climb»                        | Рейс Midwest Express Airlines 105     | McDonnell Douglas DC-9-14                                      | 6 сентября 1985 |
| Всего через несколько секунд после вылета из Милуоки у самолёта Midwest Express Airlines взрывается двигатель и он падает на землю, но следователи NTSB выясняют, что причиной катастрофы стал не только взрыв двигателя.                             |    |                                                            |                                       |                                                                |                 |
| 225 | 8  | «Сбитый бомбардировщик» «Firebomber Down»                  | Рейс Coulson Aviation B134            | Lockheed EC-130Q Hercules                                      | 23 января 2020  |
| Во время тушения лесных пожаров один из двух австралийских пожарных самолётов падает на землю. Следователи выясняют причины катастрофы. |    |                                                            |                                       |                                                                |                 |
| 226 | 9  | «Смертельное столкновение» «Collision Catastrophe»         | Столкновение над Боденским озером     | BTC 2937: Ту-154М DHX 611: Boeing 757-23APF                    | 1 июля 2002     |
| Немецкие следователи выясняют причины столкновения российского авиалайнера и немецкого грузового самолёта в небе над Германией, но за 2 месяца до окончания расследования происходит убийство авиадиспетчера, управлявшего столкнувшимися самолётами. |    |                                                            |                                       |                                                                |                 |
| 227 | 10 | «Смертельное испытание» «Fatal Test Flight»                | Рейс Airborne Express 827             | Douglas DC-8-63F                                               | 22 декабря 1996 |
| Следователи NTSB выясняют, из-за чего тестовый полёт грузового DC-8 сразу после капитального ремонта закончился его падением и гибелью 6 человек. |    |                                                            |                                       |                                                                |                 |
| 228 | 11 | «Выхода нет» «No Exit»                                     | Столкновение в аэропорту Лос-Анджелес | USA1493: Boeing 737-3B7 SKW5569: Swearingen SA227-AC Metro III | 1 февраля 1991  |
| Следователи NTSB выясняют, из-за чего авиадиспетчер аэропорта Лос-Анджелеса назначил самолёту USAir посадку на ВПП, на которой ожидал взлёта самолёт SkyWest Airlines, и это привело к их столкновению.                                               |    |                                                            |                                       |                                                                |                 |

### Сезон 26 (2026)
| №   | #  | Серия       | Инцидент                          | Воздушное судно                   | Дата инцидента                             |
| --- | -- | ----------- | --------------------------------- | --------------------------------- | ------------------------------------------ |
| 229 | 1  | «ТВА» «ТВА» | Катастрофа под Аспеном            | Gulfstream III                    | 29 марта 2001                              |
| 230 | 2  | «ТВА» «ТВА» | Рейс Widerøe 933 Рейс Widerøe 839 | Оба De Havilland Canada DHC-6-300 | WF933: 11 марта 1982 WF839: 12 апреля 1990 |
| 231 | 3  | «ТВА» «ТВА» | Рейс Yeti Airlines 691            | ATR 72-500                        | 15 января 2023                             |
| 232 | 4  | «ТВА» «ТВА» | Рейс Aeroperú 603                 | Boeing 757-23A                    | 2 октября 1996                             |
| 233 | 5  | «ТВА» «ТВА» | TBA                               | TBA                               | TBA                                        |
| 234 | 6  | «ТВА» «ТВА» | TBA                               | TBA                               | TBA                                        |
| 235 | 7  | «ТВА» «ТВА» | TBA                               | TBA                               | TBA                                        |
| 236 | 8  | «ТВА» «ТВА» | TBA                               | TBA                               | TBA                                        |
| 237 | 9  | «ТВА» «ТВА» | TBA                               | TBA                               | TBA                                        |
| 238 | 10 | «ТВА» «ТВА» | TBA                               | TBA                               | TBA                                        |

## Спецвыпуски

### Сезон 1 (2018)
| №  | #  | Серия                                            | Инцидент                                                                                        | Воздушное судно | Дата инцидента |
| -- | -- | ------------------------------------------------ | ----------------------------------------------------------------------------------------------- | --- | -------------- |
| 1  | 1  | «Обрыв связи» «Communication Breakdown»          | Столкновение в аэропорту Куинси Рейс Garuda Indonesia 152 Столкновение на Тенерифе              | UE 5925: Beechcraft 1900C-1 и N1127D: Beechcraft 65-A90 King Air GA152: Airbus A300B4-220 KL4805: Boeing 747-206B и PA1736: Boeing 747-121 | -              |
| 2  | 2  | «Смертельный пилотаж» «Bad Attitude»             | Рейс British European Airways 548 Рейс Northwest Airlink 5719 Рейс Trans-Colorado Airlines 2286 | BE548: HS-121 Trident 1C NW5719: Jetstream 31 TCE 2286: Swearingen SA227-AC Metro III                                                      | -              |
| 3  | 3  | «Пилоты-герои» «Hero Pilots»                     | Рейс US Airways 1549 Рейс Air Canada 143 Рейс TACA 110                                          | AWE 1549: Airbus A320-214 AC143: Boeing 767-233 TA 110: Boeing 737-3T0                                                                     | -              |
| 4  | 4  | «Самолёт против пилота» «Plane Versus Pilot»     | Рейс Air France 296 Рейс XL Airways Germany 888T Рейс Air France 447                            | AF296Q: Airbus A320-111 GXL888T: Airbus A320-232 AF447: Airbus A330-203                                                                    | -              |
| 5  | 5  | «Взрывные доказательства» «Explosive Evidence»   | Рейс Metrojet 9268 Рейс Korean Air Lines 007 Рейс Malaysia Airlines 017                         | 7K-9268: Airbus A321-231 KE007: Boeing 747-230B MH17: Boeing 777-2H6ER                                                                     | -              |
| 6  | 6  | «Убийца в кабине?» «Killer In The Cockpit?»      | Рейс SilkAir 185 Рейс Germanwings 9525 Рейс Malaysia Airlines 370                               | MI 185: Boeing 737-36N 4U9525: Airbus A320-211 MH370: Boeing 777-2H6ER                                                                     | -              |
| 7  | 7  | «Исчезнувшие звенья» «Missing Pieces»            | Рейс British Airways 038 Рейс ValuJet Airlines 592 Рейс Pan American 103                        | BA38: Boeing 777-236ER VJ592: McDonnell Douglas DC-9-32 PA103: Boeing 747-121                                                              | -              |
| 8  | 8  | «Спорные катастрофы» «Controversial Crashes»     | Авиакатастрофа в Мюнхене Рейс Arrow Air 1285 Авиакатастрофа под Смоленском                      | BE609: Airspeed AS.57 Ambassador MF1285R: Douglas DC-8-63CF PLF101: Ту-154М                                                                | -              |
| 9  | 9  | «Смертельная рассеянность» «Deadly Distractions» | Рейс Delta Air Lines 1141 Рейс Eastern Air Lines 401 Катастрофа Sukhoi Superjet 100             | DL1141: Boeing 727-232 Advanced EAL 401: Lockheed L-1011-385-1 TriStar 36801: Sukhoi Superjet 100-95B                                      | -              |
| 10 | 10 | «Пожар на борту» «Fire On Board»                 | Рейс British Airtours 28M Рейс Nigeria Airways 2120 Рейс UPS Airlines 006                       | KT28M: Boeing 737-236 Advanced NG 2120: Douglas DC-8-61 UPS 6: Boeing 747-44AF-SCD                                                         | -              |

### Сезон 2 (2019)
| №  | #  | Серия                                            | Инцидент                                                                                     | Воздушное судно | Дата инцидента |
| -- | -- | ------------------------------------------------ | -------------------------------------------------------------------------------------------- | --- | -------------- |
| 11 | 1  | «Самые известные авиакатастрофы» «Headline News» | Рейс American Airlines 077 Рейс Trans World Airlines 800 Рейс Air France 4590                | AAL77: Boeing 757-223 TWA800: Boeing 747-131 AFR 4590: Aérospatiale-BAC Concorde 101                                                                                       | -              |
| 12 | 2  | «Нелепые ошибки» «Rookie Errors»                 | Рейс LAPA 3142 Рейс American Airlines 587 Рейс Colgan Air 3407                               | MJ3142: Boeing 737-204C AA587: Airbus A300B4-605R CJC3407: De Havilland Canada DHC-8-402 Q400                                                                              | -              |
| 13 | 3  | «Курс на столкновение» «Collision Course»        | Столкновение над горами Сан-Гейбриел Столкновение над Сан-Диего Столкновение над Чархи-Дадри | RW706: McDonnell Douglas DC-9-31 и 151458: McDonnell Douglas F-4B-18-MC Phantom II PSA 182: Boeing 727-214 и N7711G: Cessna 172 SVA763: Boeing 747-168B и KZA1907: Ил-76ТД | -              |
| 14 | 4  | «Отказ двигателей» «Engines Out»                 | Рейс Cathay Pacific 780 Рейс British Airways 009 Рейс China Airlines 006                     | CPA780: Airbus A330-342 BA9: Boeing 747-236B CI 6: Boeing 747SP-09 | -              |
| 15 | 5  | «Проблема с топливом» «Fuel Trouble»             | Рейс United Airlines 173 Рейс China Airlines 120 Рейс VARIG 254                              | UA173: Douglas DC-8-61 CI 120: Boeing 737-809 RG-254: Boeing 737-241 | -              |
| 16 | 6  | «Опасный груз» «Perilous Payload»                | Рейс Fine Air 101 Рейс Air Midwest 5481 Рейс National Airlines 102                           | FNZ101A: Douglas DC-8-61F US5481: Beechcraft 1900D NCR102: Boeing 747-428BCF                                                                                               | -              |
| 17 | 7  | «Вижу полосу» «Runway In Sight»                  | Рейс Garuda Indonesia 200 Рейс Delta Air Lines 191 Рейс Asiana Airlines 214                  | GA200: Boeing 737-497 DL191: Lockheed L-1011-385-1 TriStar OZ-214: Boeing 777-28EER                                                                                        | -              |
| 18 | 8  | «Смертельное замешательство» «Deadly Confusion»  | Катастрофа самолёта Джона Кеннеди-младшего Рейс Flash Airlines 604 Рейс Adam Air 574         | N9253N: Piper PA-32R-301 Saratoga II FSH604: Boeing 737-3Q8 DHI 574: Boeing 737-4Q8                                                                                        | -              |
| 19 | 9  | «Радиомолчание» «Radio Silence»                  | Рейс Helios Airways 522 Рейс China Airlines 611 Катастрофа под Абердином                     | HCY522: Boeing 737-31S CI 611: Boeing 747-209B N47BA: Learjet 35A | -              |
| 20 | 10 | «Изъяны конструкции» «Design Flaws»              | Рейс Lauda Air 004 Рейс Turkish Airlines 981 Рейс Atlantic Southeast Airlines 2311           | NG004: Boeing 767-3Z9ER TK 981: McDonnell Douglas DC-10-10 ASE 2311: Embraer EMB-120RT Brasilia                                                                            | -              |

### Сезон 3 (2020)
| №  | #  | Серия                                            | Инцидент                                                                         | Воздушное судно | Дата инцидента |
| -- | -- | ------------------------------------------------ | -------------------------------------------------------------------------------- | --- | -------------- |
| 21 | 1  | «Сгоряча» «Heat Of The Moment»                   | Рейс TransAsia Airways 235 Рейс KLM Cityhopper 433 Катастрофа SpaceShipTwo       | GE235: ATR 72-212A KL433: Saab 340B N339SS: Scaled Composites Model 339 SpaceShipTwo                                           | -              |
| 22 | 2  | «Путаница с приборами» «Instrument Confusion»    | Рейс Copa Airlines 201 Рейс Korean Air Cargo 8509 Рейс Аэрофлот-Норд 821         | CMP201: Boeing 737-204 Advanced KE8509: Boeing 747-2B5F-SCD SU821: Boeing 737-505                                              | -              |
| 23 | 3  | «Важная персона на борту» «Vip On Board»         | Катастрофа самолёта ООН Рейс LaMia 2933 Рейс USAF 21                             | SE-BDY: Douglas DC-6B LMI2933: Avro RJ85 IFO-21: Boeing CT-43A                                                                 | -              |
| 24 | 4  | «Ошибки службы безопасности» «Lapse In Security» | Рейс Pacific Southwest Airlines 1771 Рейс Air-India 182 Рейс UNI Air 873         | PSA 1771: BAe 146-200A AI182: Boeing 747-237B UIA 873: McDonnell Douglas MD-90-30                                              | -              |
| 25 | 5  | «Столкновение с горой» «Mountain Impact»         | Рейс Thai Airways International 311 Рейс Air China 129 Рейс Air Inter 148        | TG-311: Airbus A310-304 CA129: Boeing 767-2J6ER ITF148: Airbus A320-111                                                        | -              |
| 26 | 6  | «Выжившие» «Survivors»                           | Рейс Southern Airways 242 Рейс Continental Airlines 1404 Рейс Korean Air 801     | SO242: McDonnell Douglas DC-9-31 CO1404: Boeing 737-524 KE801: Boeing 747-3B5                                                  | -              |
| 27 | 7  | «Смерть с небес» «Death From Above»              | Катастрофа на авиашоу в Рино Авиакатастрофа в Мехико Столкновение над Серритосом | NX79111: North American P-51D Mustang XC-VMC: Learjet 45 AM 498: McDonnell Douglas DC-9-32 и N4891F: Piper PA-28-181 Archer II | -              |
| 28 | 8  | «Храбрые пилоты» «Courage In The Cockpit»        | Рейс United Airlines 232 Рейс Qantas 032 Рейс Northwest Airlines 085             | UA232: McDonnell Douglas DC-10-10 QF32: Airbus A380-842 NWA85: Boeing 747-451                                                  | -              |
| 29 | 9  | «Ошибки техобслуживания» «Maintenance Mistakes»  | Рейс Continental Express 2574 Рейс Emery Worldwide 017 Рейс Partnair 394         | BTA 2574: Embraer EMB-120RT Brasilia EB17: Douglas DC-8-71F PAR394: Convair CV-580                                             | -              |
| 30 | 10 | «Трагедии при взлёте» «Take Off Tragedies»       | Рейс Singapore Airlines 006 Рейс Northwest Airlines 255 Рейс Spanair 5022        | SQ006: Boeing 747-412 NW255 и JK 5022: оба McDonnell Douglas MD-82                                                             | -              |

### Сезон 4 (2021)
| №  | #  | Серия                                             | Инцидент                                                                                                | Воздушное судно | Дата инцидента |
| -- | -- | ------------------------------------------------- | --- | --- | -------------- |
| 31 | 1  | «Под покровом ночи» «Dead Of Night»               | Рейс AIRES 8250 Рейс Ethiopian Airlines 409 Рейс West Air Sweden 294                                    | ARE8250: Boeing 737-73V ET409: Boeing 737-8AS PT294: Canadair CL-600-2B19 | -              |
| 32 | 2  | «Отказ двигателя» «Engine Gone»                   | Рейс American Airlines 191 Рейс Reeve Aleutian Airways 008 Рейс El Al 1862                              | AA191: McDonnell Douglas DC-10-10 RVV 008: Lockheed L-188C Electra LY 1862: Boeing 747-258F | -              |
| 33 | 3  | «Неверный выбор» «Lethal Choices»                 | Рейс British Midland Airways 092 Рейс TAM Transportes Aéreos Regionais 402 Рейс Indonesia AirAsia 8501  | BD 092: Boeing 737-4Y0 JJ402: Fokker 100 QZ8501: Airbus A320-216 | -              |
| 34 | 4  | «Риск на взлётной полосе» «Risky Runways»         | Рейс TAM Airlines 3054 Рейс PIA 268 Рейс Atlantic Airways 670                                           | JJ3054: Airbus A320-233 PK-268: Airbus A300B4-203 RC670: BAe 146-200A | -              |
| 35 | 5  | «Неудачи при посадке» «Landings Gone Wrong»       | Рейс TransAsia Airways 222 Рейс Trigana Air Service 267 Рейс Crossair 3597                              | GE222: ATR 72-212A IL267: ATR 42-300 LX3597: Avro 146-RJ100 Regional Jet | -              |
| 36 | 6  | «Коварное обледенение» «Frozen Wings»             | Рейс Air Florida 090 Рейс Comair 3272 Рейс Sol Líneas Aéreas 5428                                       | QH90: Boeing 737-222 DL3272: Embraer EMB-120RT Brasilia OSL 5428: Saab 340A | -              |
| 37 | 7  | «Бедствие на взлётной полосе» «Runway Collisions» | Столкновение в аэропорту Детройта Столкновение в аэропорту Лос-Анджелес Столкновение в аэропорту Линате | NW1482: McDonnell Douglas DC-9-14 и NW299: Boeing 727-251 Advanced USA1493: Boeing 737-3B7 и SKW5569: Swearingen SA227-AC Metro III SK 686: McDonnell Douglas MD-87 и D-IEVX: Cessna 525A CitationJet CJ2 | -              |
| 38 | 8  | «Неполадки в кабине» «Cockpit Breakdown»          | Рейс Kenya Airways 507 Рейс Crossair 498 Рейс United Express 6291                                       | KQ507: Boeing 737-8AL CRX 498: Saab 340B UE 6291: Jetstream 41 | -              |
| 39 | 9  | «Приводнение» «Splash Down»                       | Рейс Cougar Helicopters 091 Рейс Tuninter 1153 Рейс Garuda Indonesia 421                                | CHI91: Sikorsky S-92A TUI 1153: ATR 72-202 GA421: Boeing 737-3Q8 | -              |
| 40 | 10 | «Крайности севера» «Northern Extremes»            | Рейс Air Ontario 1363 Рейс Scandinavian Airlines System 751 Рейс First Air 6560                         | ONT1363: Fokker F28-1000 Fellowship SK 751: McDonnell Douglas MD-81 FAB6560: Boeing 737-210C | -              |

### Сезон 5 (2022)
| №  | #  | Серия                                             | Инцидент                                                                                          | Воздушное судно | Дата инцидента |
| -- | -- | ------------------------------------------------- | ------------------------------------------------------------------------------------------------- | --- | -------------- |
| 41 | 1  | «Зона боевых действий» «War Zone»                 | Катастрофа под Таншоннятом Рейс Iran Air 655 Инцидент над Багдадом                                | 68-0218: Lockheed C-5A Galaxy IR655: Airbus A300B2-203 OO-DLL: Airbus A300B4-203F | -              |
| 42 | 2  | «Время не ждёт» «Time Critical»                   | Рейс Turkish Airlines 1951 Рейс Continental Airlines 1713 Рейс Ansett New Zealand 703             | TK 1951: Boeing 737-8F2 CO-1713: McDonnell Douglas DC-9-14 ZQ703: De Havilland Canada DHC-8-102 Q100                                                                                             | -              |
| 43 | 3  | «Бомба замедленного действия» «Ticking Time Bomb» | Рейс Air Moorea 1121 Рейс Japan Air Lines 123 Рейс Chalk's Ocean Airways 101                      | QE 1121: De Havilland Canada DHC-6-300 JAL 123: Boeing 747SR-46 CHK101: Grumman G-73T Turbine Mallard                                                                                            | -              |
| 44 | 4  | «Столкновения в воздухе» «Accidents In The Air»   | Столкновение над Большим каньоном Столкновение над Бискайским заливом Столкновение над Мату-Гросу | TWA002: Lockheed L-1049-54-80 Super Constellation и UA718: Douglas DC-7 YS 706: Beechcraft 1900D и F-GAJE: Cessna 177RG Cardinal GLO 1907: Boeing 737-8EH и N600XL: Embraer EMB-135BJ Legacy 600 | -              |
| 45 | 5  | «Невероятные посадки» «Impossible Landings»       | Рейс Southwest Airlines 1380 Рейс Aloha Airlines 243 Рейс Air Canada 797                          | WH1380: Boeing 737-7H4 AQ 243: Boeing 737-297 AC797: McDonnell Douglas DC-9-32 | -              |
| 46 | 6  | «Готовность к неудаче» «Trained to Fail»          | Рейс West Caribbean Airways 708 Рейс Loganair 6780 Рейс Як Сервис 9633                            | WCW708: McDonnell Douglas MD-82 LM6780: Saab 2000 AKY 9633: Як-42Д | -              |
| 47 | 7  | «Опасные данные» «Deadly Data»                    | Рейс Alitalia 404 Рейс Qantas 072 Рейс Santa Bárbara Airlines 518                                 | AZ-404: McDonnell Douglas DC-9-32 QF72: Airbus A330-303 BBR518: ATR 42-300 | -              |
| 48 | 8  | «Ошибки пилотов» «Poor Piloting»                  | Рейс China Airlines 140 Рейс Manx2 7100 Рейс Аэрофлот 593                                         | CI 140: Airbus A300B4-622R NM7100: Fairchild SA 227-BC Metro III SU593: Airbus A310-308 | -              |
| 49 | 9  | «Опасный ветер» «Dangerous Winds»                 | Рейс USAir 1016 Рейс TANS Perú 204 Рейс NOAA 42                                                   | US1016: McDonnell Douglas DC-9-31 ELV204: Boeing 737-244 Advanced NOAA 42: Lockheed WP-3D Orion                                                                                                  | -              |
| 50 | 10 | «Диверсия» «Sabotage»                             | Рейс Ethiopian Airlines 961 Рейс Itavia 870 Рейс LAM Mozambique Airlines 470                      | ET961: Boeing 767-260ER IH870: McDonnell Douglas DC-9-15 TM470: Embraer ERJ 190-100IGW | -              |